# A Bleach szereplőinek listája

A Bleach című manga és anime néhány főszereplője: Balról jobbra haladva Inoue Orihime, Isida Urjú, Aszano Keigo, Kuroszaki Icsigo (legelöl), Kucsiki Rukia (leghátul), Kodzsima Mizuiro, Szado Jaszutora és Ariszava Tacuki

Ez a lista Kubo Tite Bleach című manga- és animesorozatának szereplőit mutatja be. A sorozat története egy kitalált világban játszódik, melynek lakói több, egymással gyakran ellenséges csoportnak, illetve fajnak a képviselői. Ezeknek a kitalált fajoknak a tagjai egykor mind emberi lények voltak, akik a haláluk pillanatában képesek voltak, vagy éppen nem, eljutni a megnyugvás állapotába. Azok az elhunytak, akik megtalálták ezt a megnyugvást a Lelkek Világába kerülnek, ahol ott addig élhetnek tovább, míg új testben újjá nem születnek, vagy ha képességeik arra alkalmasak, csatlakozhatnak a halálistenek közé, akiknek a lelkek megóvása a feladata.
A sorozat főszereplője egy Kuroszaki Icsigo nevű kamaszfiú, aki halálisteni erejét Kucsiki Rukiától kapja. Abban a pillanatban, hogy átveszi a lánytól annak erejét és halálisteni kötelességeit, Icsigónak fel kell vennie a harcot a lidérceknek nevezett lényekkel, olyan elhunyt emberek lelkeivel, akik nem voltak képesek megnyugvást találni a haláluk után. Ahogyan a történet előrehaladásával egyre több kihívással kerül szembe, néhány barátjában szintén különös, természetfeletti erők ébrednek fel. Mikor a Lelkek Világa halálisteneket küld Rukia elfogására, akit halálra ítéltek azért, mert átadta képességeit egy halandónak, Icsigo nem hajlandó egyszerűen belenyugodni ebbe. Barátaival együtt elindulnak a Lelkek Világába, hogy szembeszálljanak a halálistenekkel és kiszabadítsák a lányt. Kalandjaik során fény derül több rejtélyre is, mely végül Aizen Szószuke egy egykori halálisten lázadásához vezet, aki lidércekből alakított hadseregével készül támadást indítani a Lelkek Világa ellen.
A sorozat megalkotása során Kubo Tite nagy hangsúlyt fektetett a történetek során felbukkanó nagyszámú új szereplő külsejének kialakításra, valamint a cselekményben való részvételükre. Kubo a szereplők személyiségét és belső jellemvonásait csak külsejük megtervezése után alakította ki, így törekedve arra, hogy minél egyedibbek legyenek. A Bleach szereplői megjelenésük óta egyaránt váltottak ki pozitív és negatív kritikákat a mangákkal, animékkel, videójátékokkal és egyéb kapcsolódó ágazatokkal foglalkozó média részéről. Míg egyes ismertetők „viszonylag sztereotip” manga-szereplőkként jellemezték őket, mások dicsérően írtak azok egyedi jellemvonásaikról és megjelenésükről.

## A szereplők megalkotása és az alapelgondolás
A Bleach alkotói folyamata elsősorban a szereplők külső megjelenését helyezi a középpontba. A történetek írása közben, vagy esetleges ötlethiány felmerülésekor Kubo Tite új szereplőket gondol ki és újra átolvassa az előző kötetek cselekményét. Kubo saját bevallása szerint különösen nagy kedvét leli olyan szereplők megalkotásában, akiknek külső megjelenése nem tükrözi belső természetüket. Ennek oka, hogy a való életben is jobban vonzódik azokhoz az emberekhez, akikben látszólagos ellentmondást fedez fel. Ez az elem a Bleach több szereplője esetében is megfigyelhető. Mikor a manga számára hoz létre új szereplőket, Kubo első lépése hogy a szereplő külsejét tervezi meg, majd csak azt követően dönti el, hogy milyen belső tulajdonságokkal ruházza fel. Kubo véleménye szerint ezzel a módszerrel minden szereplője egyedivé válik, akiket a sorozat előrehaladtával formál tovább. Kubo saját bevallása szerint nem kíván túl nagy hangsúlyt fektetni a Bleach szereplői között szövődő romantikus kapcsolatok kialakítására, nem akarja szerelmi történetté változtatni a sorozatot, mivel véleménye szerint annál jóval izgalmasabb vonatkozásokban is kibontakoztathatja a szereplők személyiségét.
A Bleach Kubo Tite azon gondolatából született meg, hogy szeretett volna egy sinigamit, vagyis halálistent kimonóban megrajzolni, mely a későbbi sorozatban szereplő halálistenek alapmotívumává vált. A sorozat más több más eleme, mint például a varázsszövegek kántálása vagy a lélekkardok használata szintén a japán irodalomban gyökereznek. Az első szereplő, akit Kubo megalkotott Kucsiki Rukia volt, akire azonban nem tudott úgy tekinteni amint a sorozat főhősére. Kuroszaki Icsigo, a végleges sorozat hőse csak Rukia megalkotását követően született meg. A Bleach más szereplőinek adottságait és képességeit Kubo más nyelvekből átvett kifejezésekkel és szavakkal írja le. A quincy-k egyes képességeik eredeti megnevezése a német, míg a lidércek és az arrancarok esetében a spanyol nyelvből származik. Kubo saját bevallása szerint azért használta fel a spanyol nyelvet, mivel véleménye szerint annak dallama „elbűvölőnek” és „lágynak” hat. Az arrancarok nevei híres építészek és tervezők neveiből származnak.
Kubo Tite az idegen nyelveken kívül több más, zenei, építészeti és filmalkotást is megnevezett, melyek hatással voltak rá a manga elemeinek kialakítása során. A természetfeletti iránti rajongásának egyik forrásaként Mizuki Sigeru GeGeGe no Kitaró, a Bleach-ben látható fegyverek és harci jelenetek ihletőjeként pedig Kurumada Maszami Saint Seiya című mangáját nevezte meg, melyeket gyermekkorában nagyon kedvelt. A szereplők külsejének kialakításában Kubo nem nevezett meg olyan művet, mely különösen erősen hatott volna rá; ebben a tekintetben az ötletet az emberek arcvonásaiból meríti, mely már gyermekkora óta szokásává vált. A legnagyobb kihívásnak a manga alkotása során az jelenti a számára, hogy az újabb, tizenkilenc oldalas fejezetet heti rendszerességgel kell elkészítenie. A fejezetek megrajzolása során három asszisztense működik közre, de a fontosabb illusztrációkat és a szereplők rajzait ő készíti el. A harci jelenetek megtervezésekor Kubót főként a rockzene inspirálja. Az alkotó nyilatkozata szerint először magában elképzeli a zenére megkomponált jelenetet, majd megpróbálja megtalálni hozzá a megfelelő nézőpontot. Annak érdekében, hogy az olvasók minél jobban átérezhessék a szereplők helyzetét, minél élethűbb, a harcok során szerzett sérüléseket próbál megrajzolni. Kubo saját bevallása szerint, hogy mikor néha elunja magát a rajzolás közben, megpróbál vicces képeket hozzáadni a cselekményhez, hogy több humort vigyen a történetbe.

## A sorozat főszereplői

### Kuroszaki Icsigo
Kuroszaki Icsigo (黒崎一護; Hepburn: Kurosaki Ichigo) a sorozat főszereplője. Icsigo egy narancssárga hajú elsőéves középiskolai diák, aki arra kényszerül, hogy átvegye egy halálisten, Kucsiki Rukia erejét és kötelességeit. Cinikus természete miatt eleinte vonakodik átvenni a halálisten feladatait, de idővel megbarátkozik a helyzettel és azzal az erővel, melyet halálisteni képességei biztosítanak számára és mellyel képes megvédeni azokat, akik közel állnak hozzá. Kubo Tite a mangasorozat szereplői közül Icsigót Rukia után alkotta meg.
Az eredeti animében Kuroszaki Icsigo hangját kölcsönző szeijú Morita Maszakazu, angol szinkronhangja Johnny Yong Bosch. A Bleach magyar változatában Kuroszaki Icsigo Szalay Csongor hangján szólal meg.

### Kucsiki Rukia
Kucsiki Rukia (朽木ルキア; Hepburn: Kuchiki Rukia) egy halálisten, aki Icsigó városában teljesített szolgálatot és pusztította el az emberekre és lelkekre támadó lidérceket. Rukia külsőre kamaszlánynak néz ki, de valójában tízszer idősebb Icsigónál. A sorozat elején Rukia kénytelen átadni a halálisteni erejét Icsigónak, és átmenetileg a közönséges halandók életét élni; beköltözik a fiú ruhásszekrényébe és Icsigóval a Karakura Középiskolába kezd járni, miközben megpróbálja tanítani őt, hogyan állja meg a helyét, mint helyettes halálisten. Rukia volt az egyik első szereplő akit Kubo megalkotott, és ő szolgált mintaként a Bleach többi halálistenének megalkotása során is.
Az eredeti animében Kucsiki Rukia hangját kölcsönző szeijú Orikasza Fumiko, angol szinkronhangja Michelle Ruff. A Bleach magyar változatában Kucsiki Rukia Mezei Kitty hangján szólal meg.

### Inoue Orihime
Inoue Orihime (井上織姫; Hepburn: Inoue Orihime) Icsigo osztálytársa, akit a fiúval egyik közös barátjuk, Ariszava Tacuki is összeköt. Mikor Orihime bátyja, Szora elhagyta a hányattatott légkörű családi fészket, magával vitte az akkor hároméves lányt is. Orihimét középiskolás korig Szora nevelte, a fiú azonban ekkortájt egy autóbalesetben életét vesztette. Bár Orihime kezdetben nem tanúsította jelét természetfeletti erőnek, hamarosan kialakul benne a készség, hogy észlelje a szellemi lényeket, később pedig a Bleach világának egyik legerősebb, isten-szerű képességét, a sors elutasítását sajátítja el.
Az eredeti animében Inoue Orihime hangját kölcsönző szeijú Macuoka Juki, angol szinkronhangja Stephanie Sheh. A Bleach magyar változatában Inoue Orihime Bogdányi Titanilla hangján szólal meg.

### Szado Jaszutora "Csad"
Szado Jaszutora (茶渡泰虎; Hepburn: Sado Yasutora), becenevén Csad (チャド; Csado; Hepburn: Chado), Icsigo egyik iskolai barátja. Csad, akiben szülei révén japán és mexikói vér keveredik, erős testalkata és sötét bőre miatt kirí a többi diák közül. Tekintélyt parancsoló termete ellenére Csad igen szelíd és nem hajlandó verekedésbe vagy harcba bocsátkozni, hacsak azt nem valaki védelmében teszi. Orihiméhez hasonlóan kezdetben Csad sem képes észlelni a szellemeket, de ez hirtelen megváltozik, mikor szemtanúja lesz, ahogyan egy csoport gyereket megtámad egy lidérc. Ekkor ébred fel benne természetfeletti ereje is, mely hatalmas erővel ruházza fel és páncéllal vonja be jobb karját. A történet előrehaladtával páncélozott karjának további képességeit, valamint bal karjának támadási erejét is felfedezi.
Az eredeti animében Szado Jaszutora hangját kölcsönző szeijú Jaszumoto Hiroki, angol szinkronhangja Jamieson Price. A Bleach magyar változatában Szado Jaszutora Szvetlov Balázs hangján szólal meg.

### Isida Urjú
Isida Urjú (石田雨竜; Hepburn: Ishida Uryū) egy ifjú quincy, aki egy hosszú múltra visszatekintő, harcos papokhoz hasonló lidércirtó íjászok nemzetségéből származik. Mély gyűlöletet érez a halálistenek, így kezdetben Icsigo iránt is, és eleinte a sorozat egyik negatív szereplőjeként tűnik fel. A közös kalandjaik során azonban idővel képessé válik másként tekinteni Icsigóra, és értékes szövetségessé és baráti riválissá válik a sorozat főhőse számára.
Az eredeti animében Isida Urjú hangját kölcsönző szeijú Szugijama Noriaki, angol szinkronhangja Derek Stephen Prince. A Bleach magyar változatában Isida Urjú Pálmai Szabolcs hangján szólal meg.

## Teljes szellemek
A jóindulatú lelkeket teljes szellemnek (plus) nevezik, amikor egy ember meghal a lelke ebbe az állapotba kerül, különös ismertetőjele egy elszakadt lánc a mellkas közepén (a végzet lánca), ez kapcsolja össze a testet a lélekkel. Amennyiben elszakad, az ember meghal. Normális esetben a halálistenek gondoskodnak a lélektemetésről (魂葬)(konszó), azonban ha ez nem történik meg, a lélek „elvadul”, a lélek lánc korrodálódik és egy idő után a szívével együtt ez a lánc is kiszakad a lélektestből, így jönnek létre a lidércek. A lelkeknek több fajtája ismert, a normál lelkek (normál plus), akik a halálistenek lélektemetésével a Lelkek Világába kerülnek. A földhöz ragadt lelkek (dzsibaku plus), olyan lelkek akik valami miatt képtelenek elhagyni egy helyet, mert túlságosan ragaszkodnak hozzá, a halálisteneket is visszautasítják, hogy átküldjék őket a Lelkek Világába, ezért a lidérceknek is jobban ki vannak téve. Az üres lelkek (csak a Bleach: Elveszett emlékekben szerepelnek) olyan lelkek, akik elvesztették emlékeiket és céltalanul bolyonganak a köztes világban.

## Módosított lelkek
A módosított lelkek (改造魂魄; kaizó konpaku; Hepburn: kaizō konpaku) mesterségesen előállított lelkek, még a történet kezdete előtt a Lelkek Világában folyt kutatások eredményei. Eredeti alakjukban kicsi, zöld, gömbölyű kapszulában leledzenek, és ha bármilyen testbe helyezik őket, életre kelnek. Halott emberek feltámasztására hozták létre őket, hogy ezáltal egy roppant haderőre tegyenek szert a lidércek ellen, de etikátlannak és „embertelennek” találták a használatukat, ezért elrendelték a megsemmisítésüket. Eddig négy megmenekült módosított lélek mutatkozott be a sorozatban, három közülük csak az animében szerepel. A mesterséges lelkek eredeti verziója csak arra szolgál, hogy helyettesítse a fizikai testben az éppen küldetést teljesítő lélek testet és vigyázzon arra annak visszatéréséig. A mangában csak egy mesterséges lélek szerepel (ő Kon), aki egyben a legmulatságosabb szereplő is, az animében viszont a bountok keresésére még három mesterséges lelket hoztak létre. Mindegyik megnövelt gyorsasággal és erővel rendelkezik egy átlagos emberhez viszonyítva és mindegyik speciális képességekkel bír, melyek elkülönítik őket egymástól. Mindegyik módosított lélek egy plüssjátékban lakik, de így is használhatják képességeiket, bár korlátozottabban (arányban van a méretükkel). A három csak animében szereplő módosított lélek a Bount fejezetben jelenik meg, mindegyik rendelkezik egy gigai-jal (義骸)(póttest), egy mesterséges emberi testtel, mellyel elkerülhetik a feltűnést vagy visszanyerhetik képességeik teljes körű használatát.

### Kon
Kon (コン; mod kon pok koo-ból származtatva) az első módosított lélek, mely megjelenik a Bleach-ben. A sorozatban elsősorban afféle komikus ellentétként szerepel, kevesebb tiszteletet és több megvetést kap a többi szereplőtől. A Kon nevet is Icsigo adta neki, bár Kon Kai szeretett volna lenni, viszont Icsigo szerint az „túl menő” lett volna, így maradt Kon. Nem teljesen méltatlan erre a bánásmódra, mivel nagyon perverz hajlamú. Vonzódik a nagy mellű lányokhoz, mikor Orihime a keblére öleli úgy érzi, hogy a paradicsomban van. Rukia felé is megmutatja vonzódását, különösen azért, mert úgy hiszi, megmentette az életét, mindig hiányérzete van, ha Rukia nincs mellette. Amikor más testében van az idejét azzal tölti, hogy megpróbál benézni a lányok szoknyája alá. A sorozat elején Kon egy sokkal komolyabb oldalát mutatta meg, miután tanúja volt más módosított lelkek elpusztításának, úgy véli az életéről mindenki maga dönt. Eredetileg rá is a megsemmisítés várt (csak azért menekült meg, mert más gyógyszerek közé keveredett), de amikor Kon elmesélte szomorú történetét Icsigóék megsajnálták és egy kopott plüssoroszlánba helyezték. Kon általában ebben a plüssoroszlánban lakik, melyet kifejezetten szeret, az ő „szexi testeként” utal rá. Gyakran lakik Icsigo testében is, hogy eljátssza Icsigo szerepét, amikor a családja nem találja, mert éppen halálisteni alakban van. Ha nincs ott Rukia a kesztyűjével, Icsigo kiveszi Kon gyomrából a cukrot és beveszi, így Kon Icsigo testébe, Icsigo pedig a szellemtestébe kerül. Kon speciális területe a lába, képes gyorsabban futni és magasabbra ugrani, mint bármely más ember, még plüssalakjában is. Egyébként Kon elszórtan jelenik meg a Bleach történetfonalában, gyakran kiegészítő omake epizódokban, saját magát a sorozat kabalaállatjának írja le.

Kon

Az eredeti animében Kon hangját kölcsönző szeijú Madono Micuaki, angol szinkronhangja Quinton Flynn. A Bleach magyar változatában Kon Morassi László hangján szólal meg.

### Lilin
Lilin (りりん; Ririn, ’angol nyelvterületen Lirin’) a módosított lelkek akaratos, hisztis, játékos vezetőjeként mutatkozott be. Egyszer kicsinyes és arrogáns a természete, aminek eredménye a kezdeti sorozatos összetűzés lett Kuroszaki Icsigóval, máskor viszont valódi törődést mutat mások felé, így végül Icsigót is megkedveli. Gyakran lekezelően viselkedik Konnal, alsóbbrendűnek tartja, emiatt kettejük között ismétlődő veszekedések alakulnak ki. Különleges képessége az illúziókeltés. A plüss, amiben lakozik egy fura madár, mely kék kabátot és cipőt visel. Pótteste egy alacsony, rövid, szőke hajú kislány, aki rózsaszín szőrmével szegélyezett kabátot, lila madár formájú köpenyt és piros cipőket visel.
Az eredeti animében Lilin hangját kölcsönző szeijú Kakazu Jumi, angol szinkronhangja Julie Ann Taylor. A Bleach magyar változatában Lilin Kardos Lili hangján szólal meg.

### Claude
Claude (蔵人; Kuródo; Hepburn: Kurōdo) egy némiképp bátortalan módosított lélek. Félresikerült akciói humoros könnyedséggel oldják a feszültséget. Képessége az alakváltás, mely során bárkinek fel tudja venni a formáját, de nem csak az alakját és a hangját, hanem a harci stílusát is, az emlékekkel is manipulál, hogy még észrevehetetlenebb legyen a különbség. Képes lemásolni mások képességeit, bár a kérdéses képességek hatásfokát nem tudja elérni. A plüss, amiben lakozik egy rózsaszín nyúlszerű plüss, aminek nincs keze és rá lehet csatolni egy övet amitől úgy néz ki mint egy kistáska, plüssformában Orihime segítője. Pótteste egy magas, szemüveges férfi, hosszú felemás (jobboldalt fekete, baloldalt szőke) hajjal és kackiás bajusszal. Claude egy szürke cilindert, tarka zakót, nyakkendőt és sötétbarna cipőket visel. Meglehetősen szószátyár természetű, amit ő maga is elismer, gyakran emlegeti, hogy „túl sokat beszélek”.
Az eredeti animében Claude hangját kölcsönző szeijú Tobita Nobuo, angol szinkronhangja Michael McConnohie. A Bleach magyar változatában Claude Bodrogi Attila hangján szólal meg.

### Nova
Nova (之芭; Noba) egy nagyon csendes módosított lélek, ritkán beszél, akkor is csak néhány szót mond és a beszélgetési próbálkozásai máris lefulladnak. Eléggé félénk természetű, elrejti az arcát, ha nem kíván érzéseket kimutatni. Jelleme ellenére jó analitikai és stratégiai érzéke van. Képessége a teleportáció, önmagát és másokat is képes egy vörös féreglyukon keresztül mozgatni és az ellenfél mind fizikai, mind energiaalapú támadásait átirányítani a háta mögé. A plüss, amiben lakozik egy fura teknős, ami szürke kosztümnadrágot, fehér, fodros inget és piros csokornyakkendőt visel. Plüssállatként Csad segítője. Pótteste egy vékony testalkatú, fiatal, vörös hajú férfi, aki nindzsa-szerű öltözéket: pajzsos, becipzározható maszkú szőrmekabátot visel.
Az eredeti animében Nova hangját kölcsönző szeijú Szugita Tomokazu, angol szinkronhangja Roger Craig Smith. A Bleach magyar változatában Nova Vári Attila hangján szólal meg.

## Halálistenek
A halálistenek (死神; sinigami; Hepburn: shinigami) mint lelkek, láthatatlanok a közönséges emberek számára, feladatuk az emberek lelkeinek eljuttatása a Lelkek Világába (尸魂界 (ソウル・ソサエティ); Soul Society; jelentése „halott lelkek világa”), valamint a gonosz lelkek, azaz a lidércek megölése, és ezzel lelkük megtisztítása. Legtöbb pozitív szereplő halálisten a sorozatban. A halálistenek a Lelkek Világában élnek, a többi lélekkel együtt. Mondhatni ők a „sima” lelkek következő szintje, de ez nem lenne teljesen igaz. Annyi a különbség, hogyha halálistenné válnak, akkor ők is a Tiszta Lelkek Városában (瀞霊廷; Szeireitei; Hepburn: Seireitei), egy osztaggal fognak élni, a többi lényegesen nagyobb számú lélek a városon kívüli peremterületen él. A halálistenek fegyvere a lélekölő kard (斬魄刀; zanpakutó; Hepburn: zanpakutō), egy kard, aminek a mérete a saját lélekenergiájuktól függ. Icsigo orbitális méretű lélekölő kardja egyben szellemi energiájának mértékére is utal. A lélekölő kard minden halálistennél másként néz ki, hogyha előhívják, és a tulajdonos személyiségének megfelelő kinézetet és tulajdonságokat vesz fel. Minden kard előhívásának két fokozata van. A sikai (始解), melyre minden halálisten képes, aki tudja a kardja nevét és a bankai (卍解), amihez meg kell idézni a kard lelkét az anyagi világba, sok év gyakorlás szükséges hozzá, és nagyon kevesen képesek rá. A halálistenek egy csoportja a vaizardok, akik lidércek erejével rendelkeznek, azonban ez tiltott a halálistenek körében, ezért nem a Lelkek Világában élnek, viszont segítenek Icsigónak. Meg kell még jegyezni, hogy a halálisteneknek van egy királyuk, aki azonban egy egészen másik dimenzióban él és nem szól bele a Lelkek Világának ügyeibe.

## Quincy-k
A Quincy (滅却師 (クインシー); Kuinsí; Hepburn: Kuinshī; jelentése „pusztítás szerzetese”) az emberek egy klánja volt a történelemben, akik évszázadokkal ezelőtt a lélekenergia használatára tettek szert és a lidércek elleni harcra tették fel az életét. Tudásukat generációról generációra átadták, képességük a környező spirituális energiák összegyűjtése és összesűrítése különféle íjak, nyilak, esetleg kardok vagy robbanóeszközök formájába. Virágkorukban a quincy-k spirituális erejüket a lidércek ellen használták fel, a lakosságot megvédték tőlük az emberek világában és sikeresebbek voltak a halálisteneknél. Azonban míg a halálistenek által elpusztított lidércek felszabadulnak a haláluk után elkövetett bűnök alól, addig a quincy-k által kivégzett lelkek megsemmisülnek. Ez felbomlasztotta az egyensúlyt az élők és a halottak világa között, mely az univerzum elpusztulásához vezethetett volna. Hogy ezt megakadályozzák, a halálistenek majdnem kiirtották a quincy-ket, s csupán két quincy maradt életben, akik erőteljes ellenszenvet éreznek a halálistenek iránt. A mészárlást túlélt további quincyk a Wandenreich szervezetbe tömörültek, de létezésükre csak az utolsó történetben derül fény. Kubo Tite a quincy-ket a halálistenek riválisainak alkotta meg, melyet jól hangsúlyoznak a quincy-k távolsági fegyverei szemben a lélekölő kardokkal, illetve a fehér öltözet, mely a halálistenek fekete egyenruhájának ellentéte. Nevük eredete a szimbólumuk, egy ötágú csillag, a „quin” ötöt jelent, valamit Kubo kedveli a „quincy íjász” kifejezést.

### Isida Rjúken
A két túlélő quincy Isida Rjúken (石田 竜弦; Hepburn: Ishida Ryūken, ’ néhány helyen Ryūgen-ként szerepel, mint a Bleach Official Character Book SOULsban vagy más japán forrásokban’) és a fia Isida Urjú. Rjúkent egy zord és rideg quincy-nek mutatták be, aki megveti a saját embereit, abban a hitben, hogy csak időpocsékolás az edzésükkel foglalkozni. Azonban rendkívüli erőt birtokol, egyetlen lövéssel elpusztított egy Menost, amikor megvédte a fiát. Utalások vannak rá, hogy még a kapitányok erejét is felülmúlja. Birtokában van a quincy-k legtöbb ellopott vagy elveszett ereklyéje, néhányat Isida is „kölcsönvett” apjától a jelenleg használt fegyverei közül. Rjúken szereti a fiát, kapcsolatban áll a halálistenekkel köztük Kuroszaki Issinnel, Icsigo apjával.
Az eredeti animében Rjúken hangját kölcsönző szeijú Narita Ken, angol szinkronhangja Michael McConnohie. A Bleach magyar változatában Rjúken Hegedüs Miklós hangján szólal meg.

### Isida Szóken
Egy másik ismert quincy Isida Szóken (石田 宗弦; Hepburn: Ishida Sōken), Rjúken apja és Urjú nagyapja. Ő képezte ki Urjú quincy képességeit gyermekkorában, a tanárává vált ebben az időszakban. Szóken egyezséget szeretett volna kötni a halálistenekkel a lidérc támadások ellen. A kérését sosem fogadták el és egy lidérc végzett vele öregsége miatt (Kurocucsi Majuri kérésére a halálistenek nem küldtek érte segítséget, hogy később kísérletezhessen rajta.)
Az eredeti animében Szóken hangját kölcsönző szeijú Marujama Ejdzsi, angol szinkronhangja David Lodge és Liam O’Brien. A Bleach magyar változatában Szóken Várday Zoltán hangján szólal meg.

## Lidércek
A lidércek (虚, ホロウ; horó; angol nyelvterületen hollow) elkárhozott lelkek, melyek kezdetben a legfőbb ellenségei a sorozat főszereplőinek. Olyan emberi lelkek, melyek nem kerültek a Lelkek Világába a halál beállta után, emiatt elvesztették a létezésük tudatát és emberi lelkekre kezdtek éhezni. Legfőbb ismertető jegyük egy fehér maszk, mely eltakarja az arcukat és egy lyuk a szívükhöz közel. Minden lidérc maszkja egyedi formájú. Az arrankar egy erősebb formája a lidérceknek, akik emberi formát öltöttek és néhányuk halálisteni erővel rendelkezik, tíz legerősebb képviselőjük pedig az Espada névre hallgat. Később ők lesznek a sorozat legfőbb negatív szereplői a sorozatnak. Amellett, hogy emberi alakot öltöttek még a maszkjuk egy részét is eltávolították és felfedték az arcukat. A lidércekre jellemző lyuk náluk nem csak a szívük közelében, hanem a test bármely részén előfordulhat, például a fejükön.

## Bountok
A bountok (バウント; baunto) csak az animében szerepelnek, különleges képességgel és örök élettel megáldott/megátkozott emberek. A Lelkek Világa tudósai kutattak az örök élet után, de a kísérlet balul ütött ki, és ennek eredményeként jöttek létre. Ezt először el akarták tussolni, később az emberek világába száműzték őket, majd pedig elrendelték a bount faj teljes kiirtását. A bountok lelkeket esznek, azonban hosszú ideig szabály volt a klánban, hogy csak halott emberek lelkeit fogyaszthatják el. Ez azonban megváltozott. A bountok a harcban bábokat használnak, ami szintén személyiségfüggő, azonban önálló alakkal és egyéniséggel rendelkezik, és erejét csak meglovagolja a birtoklója. Egy rituálé segítségével tudják bábjukat elsőnek megidézni, ám előtte sokat kell gyakorolni, és fejlődni, mert ha az előhívás pillanatában a báb erősebb, akkor a bountot megöli. Ha a báb elpusztul a birtoklója is meghal. A bountok egyértelműen német eredetűek, német nyelven hívják elő a bábokat, illetve a szertartásaikban is németül beszélnek. A bountok a bábjaikat a német „Zeige dich!” (magyar változatban „Mutasd magad!”) parancsra hívják elő a harcok során.

### Karija Dzsin
Karija Dzsin (狩矢 神; Hepburn: Kariya Jin) a bountok vezére. Megjelenésében egy világos hajú, magas, izmos férfi egy heggel az állán. Hamar megszerezte a bábját, de különleges módon egybeolvadt vele, ami azt jelenti, hogy nem kell előhívnia, a bábja ereje benne összpontosul. Ebből következik, hogy bábját sosem láthatjuk, mert nem tud alakot ölteni. Fő terve az volt, hogy elpusztítja a Lelkek Világát, megbosszulva a bountok megteremtését és sok szenvedést, amit el kellett viselniük. Sikerül átmennie a Lelkek Világába a többi bounttal, ám tervét mégsem hajtja végre. Később Icsigo tudatalattijában is megjelenik, mikor a lidércerejének irányítását gyakorolja.
Karija bábja Messer, mellyel a szelet képes irányítani különböző forgószelek formájában.
Az eredeti animében Karija Dzsin hangját kölcsönző szeijú Ókava Toru, angol szinkronhangja Troy Baker. A Bleach magyar változatában Karija Dzsin Dolmány Attila hangján szólal meg.

### Szóma Josino
Szóma Josino (相馬 芳野; Hepburn: Sōma Yoshino) egy elegáns megjelenésű, hosszú, barna hajú, komoly lány. A boutok közül ő jelenik meg elsőként. Ő szabadítja ki Urjút Karija fogságából, gyengéd érzelmek alakulnak ki köztük. Kiderül, hogy Karija volt szerelme, de Karija céljai miatt elhidegült tőle. Végül Karija feláldozza a lányt, hogy új fajta boutokat hozzon létre, melyek segítségével a boutok nagyobb erőre tehetnek szert.
Josino bábja Goethe tűz típusú, izzó tűzgolyókat tud kilőni.
Az eredeti animében Szóma Josino hangját kölcsönző szeijú Kacuki Maszako, angol szinkronhangja Dorothy Elias-Fahn. A Bleach magyar változatában Szóma Josino Kiss Virág hangján szólal meg. Az eredeti animében Goethe hangját kölcsönző szeijú ???, angol szinkronhangja Richard Epcar. A Bleach magyar változatában Goethe Juhász Zoltán hangján szólal meg.

### Utagava Rjó
Utagava Rjó (宇田川 稜; Hepburn: Utagawa Ryō) Karija jobb keze. Hisz Karijában, és segíti a tervében és nem kedveli Josinót, amiért sorozatosan a bountok ellen fordult. Később felfedi igazi tervét és Karija ellen fordul, de Icsinosze Maki könnyedén végez vele.
Rjó bábja Fried egy arany kígyó, melyet ostorként használva szinte akármit kígyóvá tud formálni, amihez hozzáér.
Az eredeti animében Udagava Rjó hangját kölcsönző szeijú Szakino Súszuke, angol szinkronhangja Tony Oliver. A Bleach magyar változatában Udagava Rjó Dányi Krisztián hangján szólal meg. Az eredeti animében Fried hangját kölcsönző szeijú Szaiki Miho, angol szinkronhangja Wendee Lee. A Bleach magyar változatában Fried Antal Olga majd Baráth István hangján szólal meg.

### Koga Gó
Koga Gó (古賀 剛; Hepburn: Koga Gō) Karija ifjúkori barátja. Régen Karija rábízta Nao Caint, hogy eddze meg és bount váljon belőle. Ám Cain túl gyorsan akarta megkapni a bábját, és az elpusztította őt. Ezt nem tudja elfelejteni. Először ő is segíti Kariját a terveiben, ám mikor rájön, hogy valójában mit is akar, megpróbálja megállítani. Ő az egyetlen bount, aki életben maradt, Ran'Taóval él együtt az emberek világában.
Gó bábja Dark egy pókra hasonlít leginkább, testét fel tudja osztani sok kis apró gömbre, ezzel támadva az ellenséget, emellett számos fizikai támadásra is képes.
Az eredeti animében Koga Gó hangját kölcsönző szeijú Furuszava Tóru, angol szinkronhangja Richard Epcar. A Bleach magyar változatában Koga Gó Schneider Zoltán hangján szólal meg. Az eredeti animében Dark hangját kölcsönző szeijú Honda Takako, angol szinkronhangja Karen Strassman. A Bleach magyar változatában Dark Kökényessy Ági hangján szólal meg.

### Hó és Ban
Hó (鵬; Hepburn: Hō) és Ban (磐) ikertestvérek, akik nem tudnak egymás nélkül létezni. Bábjaik vízből vannak, amely ha körbeveszi ellenfelét, megfullasztja. Víz közelében korlátlanul használhatják bábjaikat. Siba Gandzsu végez velük úgy, hogy elegendően nagy távolságra választja szét kettőjüket.
Hó bábja Guhl, Ban bábja pedig Günther.
Az eredeti animében Hó hangját kölcsönző szeijú Szakagucsi Daiszuke, angol szinkronhangja Thom Adcox. A Bleach magyar változatában Hó Kilényi Márk Olivér hangján szólal meg. Az eredeti animében Ban hangját kölcsönző szeijú Szakagucsi Daiszuke, angol szinkronhangja Brian Beacock. A Bleach magyar változatában Ban Gacsal Ádám hangján szólal meg.

### Mabasi
Mabasi (馬橋; Hepburn: Mabashi) Egy hosszú, vörös hajú bount. Ő ellenezte egyedül az ital elfogyasztását, melyet Ugaki készített az emberek lelkéből. Ám végül is megissza, és elveszti az önkontrollját. Egy őrültté változik, aki minden ellenségét meg akarja ölni. Szoifon végez vele.
Mabasi bábja Riz, bele tud bújni az ellenség testébe, és irányítani tudja, vagy akár meg is tudja mérgezni.
Az eredeti animében Mabasi hangját kölcsönző szeijú Ono Daiszuke, angol szinkronhangja Keith Silverstein. A Bleach magyar változatában Mabasi Stern Dániel hangján szólal meg. Az eredeti animében Riz hangját kölcsönző szeijú Szanada Aszami, angol szinkronhangja Sandy Fox. A Bleach magyar változatában Riz Laudon Andrea hangján szólal meg.

### Szavatari
Szavatari (沢渡; Hepburn: Sawatari) külső megjelenésében a legidősebb bount, bár valójában nem idősebb társainál. Azért öregedett meg, mert élő emberek lelkével táplálkozott, szellemi energiával tartja fent a mostani testét. Szeret gyilkolni, és Karija hű követője. Kurocucsi Majuri végez vele.
Szavatari bábja Baura képes dimenziók közt kaput nyitni, és átmenni rajtuk. Ám azt, hogy hol nyit kaput, ki lehet számítani, és ez lesz a veszte.
Az eredeti animében Szavatari hangját kölcsönző szeijú Fudzsimoto Juzuru, angol szinkronhangja Joe J. Thomas. A Bleach magyar változatában Szavatari Barbinek Péter hangján szólal meg. Az eredeti animében Baura hangját kölcsönző szeijú Kuroda Takaja, angol szinkronhangja Richard Epcar. A Bleach magyar változatában Baura Tokaji Csaba hangján szólal meg.

### Ugaki
Ugaki (宇柿) leginkább az őrült tudós jelzővel illethető. Igazából nem nagyon ismerhetjük meg, csak egy csatát vív. Bábja képessége, hogy az árnyékos helyekre csapdákat tud állítani. Maga a báb ilyenkor nem mutatkozik meg. Végül Karija árulja el őt és az önkontrollját elvesztett bábja végez vele.
Ugaki bábja Gesell leginkább egy szörnyre hasonlít, tarot kártyákba van pecsételve és ezekkel irányítja Ugaki.
Az eredeti animében Ugaki hangját kölcsönző szeijú Szuzuki Kacumi, angol szinkronhangja Kirk Thornton. A Bleach magyar változatában Ugaki Karácsonyi Zoltán hangján szólal meg. Az eredeti animében Gesell hangját kölcsönző szeijú Sioja Kózó, angol szinkronhangja Neil Kaplan. A Bleach magyar változatában Gesell ??? hangján szólal meg.

### Josi
Josi (ヨシ; Hepburn: Yoshi) egy hosszú, sötét hajú, általában komoly bount. Ő az egyetlen női bount Josino mellett. Hűen követi Kariját. Isida Urjúval kerül harcba, aki megfejti gyengeségét és minden erejét felhasználva végez vele.
Josi bábja Nieder, egy kard és a kard nyeléből egy lánccal hozzácsatolt legyező. A legyező védelemre, a kard támadásra szolgál, ám egy időpontban csak az egyiket tudja használni.
Az eredeti animében Josi hangját kölcsönző szeijú Szoumi Joko, angol szinkronhangja Stephanie Sheh. A Bleach magyar változatában Josi Zborovszky Andrea hangján szólal meg. Az eredeti animében Nieder Fan hangját kölcsönző szeijú Kouda Mariko, angol szinkronhangja Wendee Lee. A Bleach magyar változatában Nieder Fan ??? hangján szólal meg. Az eredeti animében Nieder Sword hangját kölcsönző szeijú Jamagucsi Taró, angol szinkronhangja Joe J. Thomas. A Bleach magyar változatában Nieder Sword ??? hangján szólal meg.

### Nao Cain
Nao Cain (ケイン; Kain) volt az a fiú, akit Karija Kogára bízott. Szorgalmasan edzett éveken át, ám végül türelmetlen lett és hamarabb meg akarta szerezni a bábját. Ez lett a veszte is, a báb túlkerekedett rajta, és megölte.
Cain bábja Wainetou.
Az eredeti animében Nao Cain hangját kölcsönző szeijú Fudzsimoto Takajuki, angol szinkronhangja Peter Doyle. A Bleach magyar változatában Nao Cain Moser Károly hangján szólal meg.

## Vaizardok
A vaizardok olyan halálistenek, akik szert tettek a lidércek erejére. Ugyan alakjuk teljesen emberi maradt, de képesek úgymond „lidérc-alakot ölteni”. Ez a lidérc-alak nem olyan, mint az arrancaroknál, a vaizardok testileg nem változnak meg, az ő „átalakulásuk” kimerül egy maszk megidézésében és felvételében. Azt a folyamatot, mikor a halálisteni és lidércerő egyesül „hollowifikációnak” (虚化; horó-ka; jelentése lidérccé változás) nevezzük, kivéve Icsigo esetében. A vaizardok mindegyike kapitányi vagy hadnagyi rangot töltőt be a Lelkek Világában mindaddig, míg Aizen Szószuke kísérletei miatt el nem árulta őket. Ő változtatta őket vaizarddá akaratuk ellenére a Lélekbontó segítségével. Hogy használhassák lidércerejüket, a vaizardok egy lidércmaszkot helyeznek fel. A maszk lehetővé teszi, hogy a halálisteni képességüket lidércerővel növeljék meg és, hogy használhassanak lidércképességeket. A vaizardok közt nincs semmiféle hierarchikus rend, inkább egy laza tömörödésű szervezet képét mutatják. Míg a vaizard a mangában kandzsival van betűzve, jelentése maszkos sereg (仮面の軍勢; kamen no gunzei), addig az angolban kifejezetten a visored (ヴァイザード; vaizádo) kifejezést használják, a „maszkos” egy régies jelentését. A régebbi angol fordítások a „vizard” kifejezést használták, melynek jelentése „maszk”. A Lelkek Világa bűnözőkként tekint rájuk, a lidércek pedig érthető okokból, mivel lényegében minden vaizard halálisten, nem fogadták be őket, ezért kitaszítva élnek, renegátként az emberi világban.

### Hirako Sindzsi
Hirako Sindzsi (平子 真子; Hepburn: Hirako Shinji) az 5. osztag volt kapitánya, hadnagya Aizen Szószuke volt. Kezdetektől fogva nem bízott Aizenben, csak azért választotta hadnagyának, hogy szemmel tarthassa. Nem tartotta saját társának Aizent és nem tudott a szemébe nézni, Sindzsi könnyedén kivédte a támadásait, végül lidérccé változott és később vaizard lett. Sindzsi ismeretlen kapcsolatot ápol Icsigóval, amikor Jamamoto megkérdezte tőle, hogy kinek az oldalán áll, Sindzsi azt felelte, hogy sem a halálistenekén, sem Aizenén, hanem Kuroszaki Icsigo oldalán áll. Sindzsi karaktere egyrészt komikus, mely könnyelműséget ad a szituációkhoz, másrészt pedig komoly, néha feltűnő ruhákat visel. Ezzel a viselkedéssel gyakran felidegesíti régi barátját Szarugaki Hijorit, aki cserébe jól képen törli az egyik szandáljával. Mindig elmeséli, hogy Hijori az ő „első szerelme”, de végül a lány pléhpofát vág gúnyos elutasítással. Sindzsi sohasem vette ezt az elutasítást figyelembe, mert még mindig szereti Hijorit. Sindzsi korai dizájnja látható volt a manga első kötetének borítóján.
Sindzsi zanpakutója a Szakanade (平子 真子; Hepburn: Sakanade; jelentése „ellencsapás”). Amikor kiengedi a pengéje fehér vagy átlátszó lesz, öt lyuk jelenik meg a közepén és egy gyűrű formálódik a vörös markolat aljánál. Nem igen szokta felfedni zanpakutója igazi alakját. A penge egy szagot bocsát ki, mely felcseréli és megfordítja az ellenfél érzékét. Sindzsi állítása szerint lehetetlen megérezni a támadás irányát, de a legtapasztaltabb is megbízik a harci ösztöneiben, így elkerülhetetlenül a Szakanade prédája lesz. Nagyon visszafogottan, de képzetten bánik lidércerejével, sima cerot használ, mellyel könnyedén legyőzi Grimmjow Jeagerjaquest. Sindzsi lidércmaszkja olyan, mint egy fáraó maszkja. Csak ritkán, nagyon komplikált harcok közben mutatja meg igazi lidérc erejét. Ő ajánlotta fel Icsigónak, hogy megtanítja neki használni a lidércerejét. A halálistenek és arrancarok közötti harcban egy pár gillian legyőzése után Aizenre támadt, azonban Tószen közbeavatkozott, akit Komamura és Hiszagi foglalt le, hogy Sindzsi folytathassa támadását. Sindzsi sikaiának képessége hasonló Aizenéhez: az ellenfele érzékeit felcseréli, aki így nehezen tud támadni. Aizen ellen azonban ez sem volt hatásos, legyőzte Sindzsit.
Az eredeti animében Hirako Sindzsi hangját kölcsönző szeijú Onoszaka Maszaja, angol szinkronhangja Roger Craig Smith. A Bleach magyar változatában Hirako Sindzsi a 109. részben Turi Bálint, a többi epizódban pedig Czető Roland hangján szólal meg.

### Aikava Love
Aikava Love (愛川 羅武 (ラブ); Aikava Rabu, nyugaton Love Aikawa; Hepburn: Aikawa Rabu) a 7. osztag előző kapitánya volt. Egy magas, sportos férfi afrikai beütéssel, aki sportos napszemüveget és kocogóruhát (tréning) visel. Általában a hátán fekszik és közben a Sónen Jumpot vagy Lisza valamelyik erotikus mangáját olvassa időtöltésképpen. Ő és Rose közeli barátok. Love lidércmaszkját a tradicionális japán Oni maszk ihlette. A maszk hatalmas erőt ad neki, puszta kézzel képes volt kettészakítani egy gilliant. Azonban Stark könnyedén legyőzte őt.
Love zanpakutója a Tengumaru (天狗丸; jelentése „tengu”), sikai formában egy nagy fekete kaktuszra emlékeztető kanabó, mely kétszer nagyobb, mint Love. A kard markolata szív alakú és Love mindig titokban magánál tartja egy utazótáskában. Tengumaru képessége, hogy tűzet zúdít a hegyéből.
Az eredeti animében Aikava Love hangját kölcsönző szeijú Inada Tecu, angol szinkronhangja Travis Willingham. A Bleach magyar változatában Aikava Love Jakab Csaba hangján szólal meg.

### Kuna Masiro
Kuna Masiro (久南 白; Hepburn: Kuna Mashiro) a 9. osztag hadnagya volt Kenszei alatt. Masiro némiképp kótyagos, hajlamos a legkisebb dologtól is kifakadni, mint amikor Orihime megbarátkozott Hacsival vagy amikor Kenszei kitart amellett, hogy követi az alárendeltjeit a csatába. Külső megjelenésében rövid, zöld hajú, vékony lány, narancssárga (hadnagyként rózsaszín) hajráfot és szemüveget visel hatalmas lencsékkel. Fehér, testhezálló öltözéke a tokuszacu szuperhősökére emlékeztet, akik az 1970-es évek televíziós népszerűségei voltak. A támadásai is hasonlóak a tokuszacu szuperhősökéhez. Icsigót gyakran hívja Berry-tannak (magyar szinkronban répafej), így játszadozik a nevével. Icsigóval és a többi vaizarddal ellentétben, akiknek edzeniük kellett, hogy irányítsák lidércerejüket, Masiro már az első alkalommal is tizenöt óráig képes volt fenntartani lidércmaszkját és használni lidércerejét. Ennek ellenére a Wonderweiss Margerával vívott harcának közepén a maszkja idő előtt összetört, ezáltal elvesztette lidércereje feletti irányítást. Lidércmaszkja tücsök vagy lódarázs fejére emlékeztet, két antennaszerű szarvval a maszk tetején. Lidércformájában egy Kamen Rider páncélt visel, ekkor meghosszabbított, páncélozott lábai és gömbölyded szívecskés arca van. Karakurában Wonderweisszel harcolt, azonban az egy jól irányzott ütéssel legyőzte őt.
Masiro zanpakutója egy négyszögletes, ezüstszínű cuba, képességei még nem kerültek bemutatásra.
Az eredeti animében Masiro Kuna hangját kölcsönző szeijú Kanda Akemi, angol szinkronhangja Laura Bailey. A Bleach magyar változatában Kuna Masiro Árkosi Kati hangján szólal meg.

### Muguruma Kenszei
Muguruma Kenszei (六車 拳西; Hepburn: Muguruma Kensei) a 9. osztag előző kapitánya volt. Egy fiatal, alacsony termetű férfi, világosszürke hajjal és arany piercinggekkel a szemöldökén és a fülén. A hasára egy „69”-es szám van tetoválva, mely Hiszagi Súheinek több önbizalmat adott, miután Kenszei megmentette fiatal korában s kapott tőle egy ilyen szimbolikus ajándékot. Összehasonlítva a többi vaizarddal, Kenszei sokkal komolyabb karakter. Meglehetősen indulatos, hamar felidegesíthető, különösen Masiro gyerekes viselkedését nem tűri. Lidércmaszkja egy jégkorong játékos maszkjára emlékeztet, melyen több derékszögű hasíték van. Miután Masiro nem tudta legyőzni Wonderweisst ő támadt rá bankai-t használva, az összecsapás egy hatalmas robbanást eredményezett.
Kenszei zanpakutója a Tacsikaze (断地風; Hepburn: Tachikaze; jelentése „földhasító szél”). Normál alakban a kard markolata „H” alakú, sikai alakban egy harci késsé zsugorodik össze. Amíg ebben a formában van, Kenszei képes lélekenergiával megtölteni és kilőni a pengéből. Tacsikaze emellett képes manipulálni a szelet, látható volt, ahogy Kenszei több szélpengét használt, melyekkel rögtön végzett egy lidérccel. Kenszei bankai-a a Tekken Tacsikaze (鐡拳・断地風; Hepburn: Tekken Tachikaze; jelentése „vasöklű földhasító szél”). A harci kés átalakul és mindkét kezében egy kétpengés, bronz boxer jelenik meg, mely kapcsolódik egy szövetszerű anyaghoz, ami körbekötözi mindkét karját és egy ívet képez a feje körül. Képességei ismeretlenek.
Az eredeti animében Muguruma Kenszei hangját kölcsönző szeijú Szugita Tomokazu, angol szinkronhangja Dave Mallow. A Bleach magyar változatában Muguruma Kenszei Moser Károly hangján szólal meg.

### Ótoribasi Ródzsúró
Ótoribasi Ródzsúró (鳳橋 楼十郎; Hepburn: Ōtoribashi Rōjūrō), általában csak Rose (ローズ; Hepburn: Rózu), a 3. osztag előző kapitánya. Körülbelül egy évvel lett előbb kapitány, mint Urahara Kiszuke. Egy nőies megjelenésű, hosszú, göndör, szőke hajú férfi, aki fodros inget visel. Érdeklődést mutat a zene iránt, gyakran beszél Love-nak egy előadó új lemezeiről és néhány alkalommal látható volt, ahogy játszott egy gitárral vagy tuningolta azt. Rose jelenik meg az egyik legnyugodtabb és talán legbölcsebb vaizardnak, ennek ellenére ingerült lesz, ha Love „lelövi” egy mangatörténet végkifejletét. Rose lidércmaszkja egy madár csőrére emlékeztet, mely a fejéből mered kifelé. Ő és Love harcoltak Stark ellen, akit azonban nem tudtak legyőzni.
Rose zanpakutója a Kinsara (金沙羅; Hepburn: Kinshara; jelentése „arany szálafa”) markolata gyémánt alakú bemélyedésekkel díszített, gyémántfényesen ragyog. Sikai formában a kard átalakul egy hosszú, növényre emlékeztető ostorrá, egy virággal a végén. A Kinsara tizenegyedik szonátáját (金沙羅奏曲第十一番; Kinsara Szókjoku Daidzsúicsiban) bevezetve, Kinsara képessége, az Izajoi Bara (十六夜薔薇; Hepburn: Izayoi Bara; jelentése „tizenhat napos rózsahold”) egy energiarobbanást lő ki a végéből.
Az eredeti animében Ótoribasi Ródzsúró hangját kölcsönző szeijú Kasii Souto, angol szinkronhangja Christopher Corey Smith. A Bleach magyar változatában Ótoribasi Rodzsúró Minárovits Péter hangján szólal meg.

### Szarugaki Hijori
Szarugaki Hijori (猿柿 ひよ里; Hepburn: Sarugaki Hiyori) a 12. osztag hadnagya volt Kirio Hikifune, majd Urahara Kiszuke alatt. Úgy nézett Hikifune-ra, mintha az anyja lett volna és irritálta, amikor Urahara kijavította a mondanivalóját. Hijori egy apró szőke hajú lány, egy vad temperamentumos és feltűnősködő gyerek. A haja csatokkal díszített és piros kocogóruhát (tréninget) visel, ami gazdagon van díszítve leginkább kandzsi írásjelekkel, melyek a nevét (jelentése „majom”) ábrázolják. Hijori elutasító magatartást mutat Hirako Sindzsi felé, általában lerúgja őt a szandáljával vagy élő pajzsnak használja kegyetlenül. Ez a viselkedése visszanyúlik, abba az időbe, amikor még hadnagy volt, annak ellenére, hogy Sindzsi magasabb rangra tett szert, mint ő. A vaizardok közül Hijorinak telt a legtöbb időbe, hogy legyőzze belső lidérc énjét. Hijori egy hosszú szarvat visel a rinocérosz fejre emlékeztető lidércmaszkján, mely nagy és rózsaszínű csíkokkal van díszítve a tetején.
Hijori zanpakutója, a Kubikiri Orocsi (馘大蛇; Hepburn: Kubikiri Orochi; jelentése „lefejező kígyó”), nagy, bárd formájú, mely szaggatott szélű, sima cubával dekorált, kicsi szívekkel díszített, kontrasztos, de egyáltalán nem lányos. Általában a jobb vállán viseli a kardját, mint Icsigo. Ő és Lisza segített Hicugajának Tia Halibellel szemben. Miután Aizen megölte Hallibelt, provokálni kezdte a vaizardokat. Sindzsi hiába próbálta meg lenyugtatni őket, Hijorinál pattant először a húr és minden terv nélkül egyből Aizenre rontott, ekkor Icsimaru deréknál kettévágta őt.
Az eredeti animében Szarugaki Hijori hangját kölcsönző szeijú Takagi Reiko, angol szinkronhangja Mela Lee. A Bleach magyar változatában Szarugaki Hijori Szentesi Dóra hangján szólal meg.

### Usóda Hacsigen
Usóda Hacsigen (有昭田 鉢玄; Hepburn: Ushōda Hachigen), általában csak Hacsi (ハッチ), a fizikailag legnagyobb vaizard. Ő volt a Kidó Hadtest előző hadnagya vagy kidó alkapitánya (副鬼道長; Fuku Kidóchó; Hepburn: Fuku Kidōcsō) Cukabisi Tesszai alatt. Egy zöld tuxedot (ruha) és egy fekete keresztet visel a rózsaszín haján. Amikor halálistenként harcol, a haja stílusa megváltozik, a keresztek megnőnek és megjelenik rajta a rendfenntartó alakulat jele. Specialitása közé tartoznak különféle kötési mágiák (kidó), így vaizard társai gyakran megkérik védőburkok felállítására. Elég képzett ahhoz, hogy bakudót használjon varázsige kimondása nélkül, mely még 99-es szintű kötés is lehet. Saját megállapítása szerint, képességei nagyon hasonlóak Inoue Orihimééhez. Szokatlan méretétől függetlenül, Hacsi nagyon kedves és udvarias, kifejezetten élvezi Orihime társaságát. A lidércmaszkja hasonlít egy őslakos indiántörzs maszkjához. Ő segített Szoifonnak és Marecsijónak legyőzni Barragant. A négy vadállat kapujával elfogta Barragant, ezután Szoifon közelről tüzelt rá a bainkaiával. Barragan azonban ezt is túlélte és az erejével széttörte Hacsi lidércmaszkját, majd a kezét is elkezdte öregíteni. Hacsi ekkor a kezét belepecsételte Barraganba, így a saját ereje végzett az espadával. A vaizardok közül egyedül Hacsigen maradt talpon Aizennel és az espadákkal vívott küzdelem után, bár ő is súlyosan megsérült.
Hacsi zanpakutója „H” alakú markolattal és körkörös díszekkel van ellátva, képességei nem ismertek, de bemutatta, hogy képes megidézni kidó segítségével.
Az eredeti animében Usóda Hacsigen hangját kölcsönző szeijú Nagaszako Takasi, angol szinkronhangja Joe Ochman. A Bleach magyar változatában Usóda Hacsigen Botár Endre hangján szólal meg.

### Jadómaru Lisza
Jadómaru Lisza (矢胴丸 リサ; Hepburn: Yadōmaru Risa, ’Jadómaru Risza, nyugaton Lisa Yadōmaru’) a 8. osztag előző hadnagya volt Kyóraku Sunszui alatt. Egy szemüveges, hosszú, copfos, fekete hajú lány, aki szeifukut visel rövid hakama (harmonikaszerű) szoknyával, mely ellentéte a Karakura Középiskolában a lányok által viselt nyugati stílusú egyenruhának. Könnyen kihozható a sodrából és emellett erotikus mangákat olvas, melyek legtöbbször dzsoszei mangák. Nagyon kíváncsi természetű, előszeretettel hallgatta ki a kapitányok tanácskozásait a Lelkek világában töltött ideje alatt. Jó kapcsolatban volt utódjával Isze Nanaóval, az akkor még kislány Nanaónak minden hónapban olvasott. Lidércmaszkja egy lovag sisakjára emlékeztet, melyen egy kereszt alakú nyílás van. Hicugaja Tósiró megsegítésére indult több társával és Aizennel vették fel a harcot, aki súlyos sebet ejtett Liszán mielőtt még bármit tehetett volna.
Lisza zanpakutója a Haguro Tonbo (鉄漿蜻蛉; jelentése „vasszitakötő”). Sikai alakjában egy nagy guan dao vagy szerzetes ásója, aminek az egyik végén egy legyezőszerű penge a másikon pedig egy nagy gömb található. Nagyon jól használja a zanpakutóját, képes volt egy szempillantás alatt darabokra vágni egy gilliant.
Az eredeti animében Jadómaru Lisza hangját kölcsönző szeijú Hattori Kanako, angol szinkronhangja Tara Platt. A Bleach magyar változatában Jadómaru Lisza Pálfi Kata hangján szólal meg.

## Urahara vegyesbolt
Az Urahara vegyesbolt (浦原商店; Urahara Sóten; Hepburn: Urahara Shōten) egy komfortos áruház, mely túlnyomórészt élelmiszerekkel és háztartási termékekkel kereskedik. Emellett lelkekhez kötődő árucikkekkel is szolgáltatnak, melyek a Lelkek Világából származnak. Három munkatárs, a tulajdonos Urahara Kiszuke, Sihóin Joruicsi és Cukabisi Tesszai régebben magas rangú halálistenek voltak, akiket száműztek a Lelkek Világából.

### Urahara Kiszuke
Urahara Kiszuke (浦原 喜助; Hepburn: Urahara Kisuke) az Urahara vegyesbolt tulajdonosa, ahol főleg halálisteni eszközökkel kereskedik. Hagyományos japán faszandált és zöld-fehér csíkos vödörkalapot visel, innen származik a „szandál-kalap” (ゲタ帽子; geta-bósi; Hepburn: geta-bōshi) beceneve. Urahara rendszerint lazán viselkedik és humoros, ha nem komikus jelleme, hajlama távol tartja a vásárlóit. Hosszú időre felügyelet nélkül hagyja az üzletet, amikor a sorozat főszereplőjét, Kuroszaki Icsigót vagy barátait edzi a bolt alatti barlangszerű alagsorban. A szokatlan munkaerkölcsének és jellemének dacára, Urahara nagyon komoly tud lenni, ha a helyzet megkívánja. Amikor Urahara először bemutatkozott egy ködbe burkolózó szereplő volt, akinek sok ismerete volt a spirituális dolgokról és Icsigót vezette a háttérből. A cselekmény előrehaladtával kiderült, hogy a 12. osztag kapitánya és a 2. osztag 3. tisztje is volt Joruicsi alatt száz évvel a sorozat kezdete előtt. Rajtakapta Aizen Szószukét, amikor a halálisten társait vaizarddá alakította. Mielőtt még ideje lett volna megmenteni és visszaváltoztatni őket halálistenné, Aizen hamisan megvádolta, ezért elmenekült az emberek világába.

A Urahara vegyesbolt dolgozói: Cukabisi Tesszai (hátul), előtte: Cumugija Ururu és Hanakari Dzsinta, jobboldalt Urahara Kiszuke.

Urahara egy éles észjárású elemző, könnyen felismeri az ellenfél gyenge pontjait és harci stílusát, ezen képességét Icsigo is elsajátította, amikor együtt edzettek. Emellett egy mohó feltaláló, halálistenként számos eszközt talált fel, melyek felrúgták a Lelkek világának törvényeit. A legkiemelkedőbb ezek közül a Hógjoku (崩玉; Hepburn: Hōgyoku; jelentése „lélekbontó gömb”), egy eszköz, mely képes keresztezni a halálisteneket a lidércekkel, de Aizen rájött, hogy az erejével valóra válthatja az álmát. Urahara, megijedve attól az erőtől, amit a gömb adhat használójának, megpróbálta elpusztítani azt, de nem sikerült és a sorozat folyamán Aizen kezébe került.
Urahara zanpakutója a Hercegnő (紅姫; Benihime; jelentése „bíbor hercegkisasszony”) egy sikomizue. Normál állapotban a sétabotjában tartja becsúsztatva és kihúzza ha szüksége van rá. A boton rajta van egy lángoló koponya jele, vagyis képes elválasztani a testet a lélektől. Sikai formában három különleges képessége ismert: az éneklő (啼け紅姫; nake) Hercegnő képes emelni egy sokszög alakú csikaszumi no tatét (血霞の盾; Hepburn: chikasumi no tate; jelentése „vérköd pajzs”) és képes bíbor színű energiahullámot lőni, ami hasonlít Icsigo gecuga tensójára és a lidércek cerójára. A megkötöző (縛り紅姫; sibari) Hercegnő egy sokszög alakú energiahálóval blokkolja az ellenfelet, a tűzzel játszó (火遊紅姫; hiaszobi) pedig nagy erejű robbanásokat okoz, ezek közül a dzsuzucunagi (血霞の盾; Hepburn: juzutsunagi; jelentése „gyöngyözött csomó”) a legjelentősebb. Hercegnő bankai alakja még nem került bemutatásra, de mikor Uraharát megkérte Szado edzés közben, hogy használja, Urahara azt válaszolta, hogy nem lenne alkalmas a célra. Még Aizen is észrevételezte Urahara képességeit, az egyetlen embernek hívta, aki túlszárnyalja az ő értelmi szintjét.
Kubo Tite megjegyezte, hogy Uraharát Snufkin mintájára alkotta meg, akit „menőnek” talált.
Az eredeti animében Urahara Kiszuke hangját kölcsönző szeijú Miki Sinicsiro, angol szinkronhangja Michael Lindsay. A Bleach magyar változatában Urahara Kiszuke az első 52 részben Papp Dániel, a többi epizódban Dózsa Zoltán hangján szólal meg.

### Sihóin Joruicsi
Sihóin Joruicsi (四楓院 夜一; Hepburn: Shihōin Yoruichi) nem alkalmazottja az Urahara vegyesboltnak. A bolt tulajdonosának, Urahara Kiszukénak egy régi barátja és a boltot csak ideiglenes lakhelyként használja, amikor nincsen távol. Valódi alakjában egy sötétbőrű, sötétlila hajú lány, de képes átváltozni egy fekete macskává. Ez a forma jól alkalmas a rejtőzésre és mély hangot kölcsönöz neki, emiatt a többi szereplő meg volt győződve róla, hogy férfi, ezért „Joruicsi úr”nak szólították. Joriucsi múltja ellenére nagyon lezser és békés, tanítványát Szoifont is gyakran kérte, hogy mellőzze a formaiságokat, amikor beszélgetett vele. Próbálja kerülni a harcot, addig nem avatkozik közbe, amíg nem válik nyilvánvalóvá, hogy segítőtársai veszíteni fognak. Amikor először bemutatkozott a sorozatban, segített Icsigónak és barátainak behatolni a Lelkek Világába, majd megtanította Icsigónal a bankai használatát. A sorozat előrehaladtával fény derül arra, hogy Joruicsi a 2. osztag előző kapitánya, a nemes Sihóin klán feje és a Titkos hadtest vezetője volt, emellett jól informált a Lelkek Világának történelméről, köszönhetően annak, hogy a négy magas rangú nemesi család egyikének a feje volt. Urahara Kiszuke utalt rá, hogy a Titkos Hadtest és az irányítása alatt lévő osztag (rendszerint a 2.) egy elképesztően hatalmas haderő lehet a Lelkek Világában. Joruicsi, mint a Titkos Hadtest vezetője, a 2. osztag kapitánya és egy nagy nemesi ház feje egy rendkívüli félelmet és tisztelete parancsoló pozíciót foglalt el a múltban. Egy évszázaddal a sorozat kezdete előtt otthagyta kapitányi pozícióját és segített Uraharának, Tesszainak és a vaizardoknak elmenekülni az emberek világába, minden pozícióját Szoifon vette át. Szoifont érzékenyen érintette mestere eltűnése, mikor Kucsiki Rukia szöktetésénél szembekerültek egymással kiderült, hogy még mindig erősebb néhai tanítványánál. Kubo Tite, a sorozat alkotója Joruicsit az egyik kedvenc szereplőjének írta le Macumoto Rangiku mellett, hivatkozva, hogy számára „sok szórakozást jelent vele a rajzolás és a történet írása”.

Sihóin Joruicsi női és macska alakja.

Joruicsi nagyon képzett a halálistenek minden taktikai küzdőfogásában és a „villámlépes” (瞬歩; sunpo; Hepburn: shunpo), egy gyors helyváltoztatási képesség használatában. Amíg a képesség ismerete nem jelent gondot egy képzett halálisten számára, addig a sebessége közel páratlan és Joruicsi kiérdemelte a „villanás istennője” (瞬神; sunsin; Hepburn: shunshin) megszólítást. Nagyon képzett még a „villámcsapás” (瞬閧; sunkó; Hepburn: shunkō) technikában, egy fejlett harci technikában, mely kombinálja a kézitusát és a kidót. A technika során a testébe és a teste köré koncentrálja a lélekenergiáját. A sunkó lehetővé teszi a használójának, hogy puszta kézzel harcoljon az ellenfél fegyvere ellen anélkül, hogy megsérülne, ráadásképp gyógyítja is a sebeket. Joruicsi még nem volt látható, hogy zanpakutót viselt volna, bár a visszaemlékezések alatt egy kodacsi-szerű kardot hordott, illetve védőkesztyűt és sabatont használt Aizennel vívott legutóbbi harca alatt.
Az eredeti animében Sihóin Joruicsi hangját kölcsönző szeijú női alakban Jukino Szacuki, angol szinkronhangja Wendee Lee, macska alakban pedig a hangját kölcsönző szeijú Siró Szaitó, angol szinkronhangja pedig Terrence Stone. A Bleach magyar változatában Sihóin Joruicsi női alakban Kiss Anikó, macska alakban pedig Forgács Gábor hangján szólal meg.

### Cukabisi Tesszai
Cukabisi Tesszai (握菱 鉄裁; Hepburn: Tsukabishi Tessai) Urahara Kiszuke személyes asszisztense az üzleti életben és más ügyekben is. Egy nagy termetű izmos férfi vastag bajusszal, aki mindig kötényben látható. Nagy fizikai erővel rendelkezik, puszta öklével képes összezúzni egy lidércet. A Turn Back the Pendulum minisorozat folyamán kiderült, hogy a Kidó Hadtest kapitánya volt a Lelkek Világában. Ennek eredményeként Tesszai hihetetlen képességekre tett szert a kidóban, jól mutatja, hogy egy 99-es szintű kötésmágiát varázsige nélkül végre tud hajtani. Zanpakutója még nem került bemutatásra, de egy sakudzsót viselt a Lelkek Világában töltött ideje alatt. Azzal, hogy segített Uraharának a kötési mágiáival és támogatta a vaizardokat, a 46-ok Tanácsa bebörtönöztette, majd elűzte az élők világába.
Az eredeti animében Cukabisi Tesszai hangját kölcsönző szeijú Janada Kijojuki, angol szinkronhangja Michael Sorich. A Bleach magyar változatában Cukabisi Tesszai Németh Gábor hangján szólal meg.

### Cumugija Ururu
Cumugija Ururu (紬屋 雨; Hepburn: Tsumugiya Ururu) egy szerény, fekete hajú, copfos lány, aki többnyire kézimunkát végez az Urahara vegyesboltban. Három évvel idősebb, mint Dzsinta. Fegyvere egy soklövegű vállravehető ágyú, melyet rakétavetőként is használhat, hogy elbánjon az erősebb ellenfelekkel. Ururu szerény magatartása harci képessége ellenére van, mely bár megállapíthatatlan, de meglehetősen magas (Urahara megjegyezte, hogy Ururu képessége "anti-halálisten" szintű). Ütései és rúgásai halálos erősségűek is lehetnek, melyek messze meghaladják a legtöbb szereplő teljesítőképességét. Gépiesen cselekszik, ha megsérül vagy egy lidérc tűnik fel a közelben. Ilyen esetekben Ururu primitív módon veszi fontolóra, hogy ki a jó és ki a rossz, s aki árt (őhozzá viszonyítva) az ellenség, az ellenséget pedig hiszi, hogy el kell pusztítani.
Az eredeti animében Cumugija Ururu hangját kölcsönző szeijú Sitaja Noriko, angol szinkronhangja Wendee Lee. A Bleach magyar változatában Cumugija Ururu Kárpáti Barbara hangján szólal meg, a sorozat negyedik évadának néhány epizódjaiban Csapó Alexandra adta a szereplő hangját.

### Hanakari Dzsinta
Hanakari Dzsinta (花刈 ジン太; Hepburn: Hanakari Jinta) egy alacsony, vöröshajú fiú, aki kézimunkát végez az Urahara vegyesboltban, például takarít, bár sokszor a munka helyett inkább Ururut forszírozza. Bár gyakran goromba vele, törődik Ururuval és meggyógyítja, amikor egy arrancartól megsérül. Sokkal intelligensebb, mint amennyire fiatal megjelenéséből gyanítani lehet, ennek ellenére gyerekesen viselkedik, Abarai Rendzsit „élősködő úrnak” (居候; iszóró) hívta és élvezte Icsigo gúnyolását és leköpködését, amikor a végzet lánca elemésztődött, s Icsigo lidérccé változott. Dzsinta érzelmeket táplál Kuroszaki Juzu iránt, akit Istennőnek hív és mindent szentségesnek lát, amit tőle kap. Dzsinta fegyvere egy túlméterezett vasrúd, mely hasonlít a tecubóhoz.
Az eredeti animében Hanakari Dzsinta hangját kölcsönző szeijú Honda Takako, angol szinkronhangja Jeannie Elias. A Bleach magyar változatában Hanakari Dzsinta Horák Balázs hangján szólal meg.

## Kaszumiódzsi klán
A Kaszumiódzsi klán (霞大路家; Kaszumiódzsi ka; Hepburn: Kasumiōji ka) csak az animében szerepel, annak is a kilencedik évadában. A Lelkek Világának egyik nemesi családja, második a négy nagy nemesi család közül. Nem mutatkoznak sokat a nyilvánosság előtt, és nincs is sok kapcsolatuk a 46-ok tanácsával. A Kaszumiódzsi klánnak mindig is női vezetője volt, és ez a hagyomány generációról generációra öröklődött évszázadon keresztül, ezért még sosem volt férfi feje a családnak. Mint minden magas rangú nemesi családnak, a Kaszumiódzsi klánnak is meg van szervezve a védelme: saját seregük van hűséges bérgyilkosokból, akik a testőreikként is szolgának, valamint a különleges tagok bakkótót kapnak, ami kifejezetten illegális a Lelkek Világában.

### Kaszumiódzsi Ruricsijo
Kazumiódzsi Ruricsijo (霞大路 瑠璃千代; Hepburn: Kasumiōji Rurichiyo) a Kaszumiódzsi klán örököse, valamint a Kaszumiódzsi-összeesküvés kulcsszereplője. Anyja belehalt a szülésbe, apja pedig betegségben hunyt el, így már kiskorától kezdve két testőre, Enrjú és Kenrjú nevelte.
Az eredeti animében Kaszumiódzsi Ruricsijo hangját kölcsönző szeijú Takagi Reiki, angol szinkronhangja Eden Riegel.

### Kannogi Sú
Kannogi Sú (菅ノ木 愁; Hepburn: Kannogi Shū) Kaszumiódzsi Ruricsijo vőlegénye. Ruricsijo távozása után Kumoi őt nevezte ki a Kaszumiódzsi klán fejének, mivel Sú könnyen befolyásolható, és Kumoi így tudott legegyszerűbben hatalomra törni. Már gyerekkorában eljegyezték Ruricsijóval, és már azóta szerelmes belé, ezért mindenáron meg akarja védeni kedvesét, akit Ruri-csannak becéz.
Az eredeti animében Kannogi Sú hangját kölcsönző szeijú Janaga Cubasza, angol szinkronhangja Brianne Siddall.

### Enrjú
Enrjú (猿龍; Hepburn: Enryū), teljes nevén Enkógava Ruzaburó (猿猴川 流三郎; Hepburn: Enkōgawa Ruzaburō) egy halálisten, valamint Kaszumódzsi Ruricsijo egyik testőre, Kenrjú társa. Nagyon magas, izmos férfi, fekete napszemüveget visel. Nem beszél sokat, mivel a hangja nagyon magas, ezért inkább arckifejezéseivel és testi fölényével érteti meg magát.
Enrjú zanpakutóját Daicsimarunak (大地丸; Hepburn: Daichimaru; jelentése „a föld”) hívják. Sikai alakban két hatalmas fekete, tenyerén rózsaszín ököllé változik. A két öklöt egy lánc köti össze, ami Enrjú köré van csavarva. Képessége, hogy nagyon erős rombolóereje van. Sikai parancsa: Jurasze! (ゆらす!; Hepburn: Yurase!; jelentése „Zúzz!”).
Az eredeti animében Enrjú hangját kölcsönző szeijú Okiaju Rjótaró, angol szinkronhangja Neil Kaplan.

### Kenrjú
Kenrjú (犬龍; Hepburn: Kenryū), teljes nevén Kenzaki Rjúszei (犬崎 劉聖; Hepburn: Kenzaki Ryūsei), egy halálisten, valamint Kaszumiódzsi Ruricsijo egyik testőre, Enrjú társa. Ő nevelte Ruricsijót szülei halála óta, ezért rendkívül hű úrnőjéhez, és nagyon fontos is Ruricsijo számára. Azonban mivel nem mondta el a lánynak, hogy miért mentek az emberek világába, Ruricsijo megharagudott rá, de hamar megbánta, mivel hiányzott neki Kenrjú. Kenrjú nagyon illemtudó, mindig leszidja Icsigót, ha nem „Ruricsijo-szama”-nak (Ruricsijo úrnő) hívja Ruricsijót.
Kenrjú zanpakutóját Benisidarénak (紅枝垂; Hepburn: Benishidare; jelentése „bíborszín gyöngyöző ág”) hívják. Sikai alakban a penge megnagyobbodik, fekete lesz, virágok nőnek rajta, és virágpor száll belőle. Képessége, hogy a virágpor minden fegyvert, amihez hozzáér, beborít virággal, és ezzel használhatatlanná tesz. Ebből adódó hátránya azonban, hogy szél esetén nem használható, mivel a szél elfújja a virágport. Ezenkívül Benisidarét lehet még használni az ellenség megvakítására, mégpedig úgy, hogy egy hatalmas virágot képes növeszteni az ellenség arcába. Sikai parancsa: Szakimidare jo! (咲き乱れよ!; Hepburn: Sakimidare yo!; jelentése „Virágozz vadul!”).
Az eredeti animében Kenrjú hangját kölcsönző szeijú Takahasi Hiroki, angol szinkronhangja Roger Craig Smith.

### Kumoi Gjókaku
Kumoi Gjókaku (雲井 尭覚; Hepburn: Kumoi Gyōkaku) a Kaszumiódzsi klán egyik vezetője. A klán egyik intézője volt, aki a legtöbb családi ügyet kezelte. Úgy tervezte, hogy átveszi az irányítást a Kaszumiódzsi klán felett azzal, hogy megöleti Kaszumiódzsi Ruricsijót, és új bakkótókat építtet. Azonban amikor Kuroszaki Icsigo, Kucsiki Rukia és Kannogi Sú szembekerültek Kumoival a Tizenhárom Őrosztag a Kaszumiódzsi birtokra való bevonulása során, Kumoi Gjókakut hirtelen megölte Amagai Súszuke (aki a Kaszmiódzsi összeesküvés igazi vezére volt).
Az eredeti animében Kumoi Gjókaku hangját kölcsönző szeijú Szató Maszaharu, angol szinkronhangja Kirk Thornton.

### Nukui Hanza
Nukui Hanza (貫井) Kumoi egyik szolgája, valamint a bérgyilkosok feje. Kétszer harcolt Icsigóval, először csak Sihóin Joruicsi utolsó pillanatban érkezett segítsége miatt nem győzte le őt. Azonban mikor a második harcra került a sor, saját bakkótója kebelezte be szépen lassan Hanzát, aki végül felrobbant.
Nukui Hanza bakkótóját Szaigának (砕我; Hepburn: Saiga; jelentése „gyilkos agyar”) hívják és a használója lélekenergiájából táplálkozik. Alakja egy katanáéhoz hasonlít, és egy nagy tükör van a markolatára erősítve. Ha elég lélekenergiát kap, képes fejleszteni a kardot, a tükröt, valamint a markolatot, különböző alakúra és méretűre. Szaiga különleges képessége lehetővé teszi Hanza számára, hogy megbénítsa ellenfeleit a tükörből visszaverődött holdfénnyel. Erősebb használó esetén képes létrehozni egy külön dimenziót, ahol az ellenfél a tudatánál marad, azonban mozogni nem tud.
Az eredeti animében Nukui Hanza hangját kölcsönző szeijú Nagano Josikazu, angol szinkronhangja Tony Oliver.

### Dókó Dzsinnai
Dókó Dzsinnai (銅虎 陣内; Hepburn: Dōko Jinnai) Kumoi egyik szolgája, és Hanza egyik bérgyilkosa. Kucsiki Rukiával harcolt Kaszumiódzsi Ruricsijóért. A harc során azonban Dzsinnait bekebelezte a bakkótója, és meghalt. Ám amikor Rukia tanulmányozni akarjta a kardot, Hanza néhány elmbere megjelent, és elvitte a fegyvert.
Dókó Dzsinnai bakkótóját Recurainak (烈雷; Hepburn: Retsurai; jelentése „ádáz mennydörgés”) hívják és egy egyélű kaszára hasonlít. Ha megeszi a kardját, Dzsinnai bőre keményebb lesz, és pengék nőnek a hátából, amiket el is tud lőni. Minél többet eszik a kardból, annál több pengét tud növeszteni.
Az eredeti animében Dókó Dzsinnai hangját kölcsönző szeijú Domon Dzsin, angol szinkronhangja Spike Spencer.

### Kuzu Rjú
Kuzu Rjú (九頭竜; Hepburn: Ryū Kuzu) Kumoi egyik szolgája, és Hanza egyik bérgyilkosa. Isida Urjúval harcolt. A harc során a Quincy csapdába csalta és felrobbantotta őt, de Rjú túlélte. Visszatért a Kaszumiódzsi klán székhelyére, és jelentette Kumoinak a társai halálát. Megkérdezte tőle, hogy megkaphatja-e Hanza korábbi vezetői posztját, de Kumoi úgy döntött, hogy nincs többé szüksége Rjúra, és elbocsátotta. Ezen felmérgesedve, Rjú megpróbálta megölni Kumoit, de végül Kibune Makoto megvédte Kumoit, és megölte Rjút.
Kuzu Rjú bakkótóját Siragirinek (白霧; Hepburn: Shiragiri; jelentése „sápadt köd”) hívják, ami eleinte egy kissé lapított, szelvényezett testű, szem nélküli halra hasonlít. Különleges képessége, hogy képes a harcteret szürke köddel beborítani, amiben árnyékok jelennek meg, de közülük csak az egyik a használóé.
Az eredeti animében Kuzu Rjú hangját kölcsönző szeijú Hanada Hikaru, angol szinkronhangja Joe Ochman.

### Genga
Genga (厳牙; Hepburn: Genga) Kumoi egyik szolgája, és Hanza egyik bérgyilkosa. Szado Jaszutorával harcolt a parkban, aki megpróbálta meggyőzni, hogy távozzon, de Genga nem engedett. Végül Szado megölte őt a "La Muerte" nevű technikájával.
Genga bakkótóját Kakujokunak (角翼; Hepburn: Kakuyoku; jelentése „szöges szárny”) hívják, és egy túlméretezett guandaóra hasonlít. Kakujoku különleges képessége, hogy képes zöld lélekenergiát kibocsátani, és azt sűrített levegő segítségével kővé változtatni, közben pedig mindent elpusztítani.
Az eredeti animében Genga hangját kölcsönző szeijú Macuoka Daiszuke, angol szinkronhangja J.B. Blanc.

## Icsigo családja és osztálytársai
Az emberek a Bleach-ben jellemzően egy modern Japán lakóiként jelennek meg. Legtöbbjük semmilyen módon nem kerül kapcsolatba a szellemi lényeket, de ritka esetben születnek olyan emberek, akik képesek beszélni és kapcsolatba kerülni velük, s ez a képességük idővel egyre fejlettebbé válik. Sok ember mutatkozott be a sorozatban, akik úgy tettek szert e spirituális tudatra, hogy kapcsolatba kerültek a sorozat főhősével Kuroszaki Icsigóval és továbbadták barátaiknak. Az emberi test és lélek különválasztható, a fizikai testet gigainak (義骸, ’póttest’) nevezik, és a szellemek (mint például a halálistenek) képesek e lélek nélküli testbe beleköltözni, ezáltal láthatóvá válni az emberek számára. Ötvenezer emberből egy képes érzékelni a szellemeket, de ezek közül is csak minden harmadik képes arra, hogy tisztán lássa őket, és ezek közül is csak a legerősebbek képesek beszélni vagy megérinteni őket. Ezek az emberek nagyon nagy vagy nagyon kis (értsd: haldoklók) szellemi energiával rendelkezek. Néhány különleges ember rendelkezik olyan erővel, aminek segítségével képes a szellemekkel harcolni. Az emberi szereplők több csoportba oszthatók, a legfontosabbak a főszereplőkön kívül a Kuroszaki család: Kuroszaki Issin, Kuroszaki Maszaki, Kuroszaki Karin és Kuroszaki Juzu az Urahara vegyesbolt dolgozói: Cukabisi Tesszai, Cumugija Ururu és Hanakari Dzsinta és Icsigo osztálytársai közül: Ariszava Tacuki, Aszano Keigo, Kodzsima Mizuiro és Honsó Csizuru .

### Kuroszaki Issin
Kuroszaki Issin (黒崎 一心; Hepburn: Kurosaki Isshin) Icsigo apja, mókás, jókedvű fickó, Karin mindig lecsapja, ha valami hülyeséget csinál (ami sokszor előfordul). A városi orvos, van egy magánklinikája. Ő is halálisten volt innen örökölhette Icsigo az erejét, de csak később szerez tudomást Icsigo tevékenységéről. Ő pusztítja el Grand Fishert, a lidércet, aki megölte feleségét.
A sorozat 529. fejezetében tudjuk meg, hogy eredeti neve Siba Issin, és ő volt korábban a 10. osztag kapitánya. Zanpakutójának a neve Perzselő Hold (剡月; Engecu; Hepburn: Engetsu). A sikai-t az „Égj!” parancsszóval tudja előhívni. A bankai-ja egyelőre nem ismert.
Az eredeti animében Kuroszaki Issin hangját kölcsönző szeijú Morikava Tosijuki, angol szinkronhangja Patrick Seitz. A Bleach magyar változatában Kuroszaki Issin Galbenisz Tomasz hangján szólal meg.

### Kuroszaki Maszaki
Kuroszaki Maszaki (黒崎 真咲; Hepburn: Kurosaki Masaki) Icsigo anyja. Mindenki szerette őt a családban. Miután meghalt, Juzu vette át a házimunkákat. Egy lidérc ölte meg, amikor Icsigo még kilencéves volt, de Icsigo sokáig magát vádolta anyja haláláért. Később derült ki, amikor harcolt egy lidérccel, a lidérc Maszakit használta bábként, hogy Icsigo ne legyen képes megölni. De Maszaki lelke még benne volt a bábban, és segített fiának, hogy harcolhasson. A lidércet később Icsigo apja, Issin öli meg.
Az eredeti animében Kuroszaki Maszaki hangját kölcsönző szeijú Óhara Szajaka, angol szinkronhangja Ellyn Stern. A Bleach magyar változatában Kuroszaki Maszaki Pap Kati hangján szólal meg.

### Kuroszaki Karin és Kuroszaki Juzu
Kuroszaki Karin (黒崎 夏梨; Hepburn: Kurosaki Karin) és Kuroszaki Juzu (黒崎 遊子; Hepburn: Kurosaki Yuzu) ikertestvérek, Icsigo húgai. Mindketten május 6-án születtek. Karin tipikusan cinikus, rosszmájú, lényegesen rámenősebb és agresszívabb, mint Juzu. Bátor és könnyű felmérgesíteni, nem bírja az apját és Dzsintát. Szívesen focizik a barátaival. Ő karakura hősei közül az egyik Vörös hős. Néha undok, de Juzuval soha nem lenne képes veszekedni. Icsigóhoz hasonlóan Karin is rendelkezik spirituális energiával, de kezdetben nem foglalkozott a szellemekkel, melyeket meglátott, mert azt hitte, hogy csak képzelődik, s nem szólt senkinek, mert félt, hogy kigúnyolják. Később elmondott mindent Icsigónak, és azt is, hogy észrevette Icsigo halálisteni erejét, de ő úgy tett, mintha nem tudna semmiről. Juzu sokkal mézesszájúbb, együttérzőbb és érzelgősebb, mint testvére. Miután az édesanyja meghalt, ő vette át a házimunkákat, ő főz és napi rendszerességgel takarítja a házat. Mélyen vonzódik Konhoz (akiről nem tudja, hogy él), Botta-nak hívja. Juzunak gyenge lélekenergiája van, csak a lelkek körvonalait képes látni. Ő karakura hősei közül a Sárga Hős.
Az eredeti animében Kuroszaki Karin hangját kölcsönző szeijú Kugimija Rie, angol szinkronhangja Kate Higgins. A Bleach magyar változatában Kuroszaki Karin Szabó Zselyke hangján szólal meg.
Az eredeti animében Kuroszaki Juzu hangját kölcsönző szeijú Szakuragava Tomoe, angol szinkronhangja Janice Kawaye. A Bleach magyar változatában Kuroszaki Juzu Csuha Bori hangján szólal meg.

### Ariszava Tacuki
Ariszava Tacuki (有沢 竜貴; Hepburn: Arisawa Tatsuki) gyermekkora óta Icsigo barátja és a legjobb barátja Orihimének. Kiskorában Icsigóval karateórákra járt, mindig legyőzte Icsigót, Orihimét pedig megvédte a kötekedő emberektől. Gyakran el kell zavarnia Csizurut, aki Orihimét rendszeresen molesztálja. Tacuki eléggé fiús megjelenésű kevés női vonással, a korosztályában a második legerősebb diák rangját szerezte meg egész Japánban, annak ellenére, hogy törött karral vitte végig a versenyt. Tacuki is képes lesz érzékelni a lelkeket, Orihimét képes lesz érezni akkor is, amikor a Lelkek Világába utazik, de nem lesz képes érezni jelenlétét, amikor Orihimét elrabolják Hueco Mundoba.
Halálisteni képességekkel rendelkezik, az eddig bemutatott képessége egy eléggé hatásos tűz alapú robbantó technika, melyet Yammy Riyalgo ellen is jól használt.
Az eredeti animében Ariszava Tacuki hangját kölcsönző szeijú Noda Dzsunko, angol szinkronhangja Wendee Lee. A Bleach magyar változatában Ariszava Tacuki Vadász Bea hangján szólal meg.

### Inoue Szora
Inoue Szora (井上昊; Hepburn: Inoue Sora) Orihime bátyja. Miután elszöktek szüleiktől ketten éltek együtt míg Szora meg nem halt egy balesetben. Szora lelkét egy lidérc, Grand Fisher magával ragadta, mely a sorozat elején visszatér, hogy Orihimét magával vigye Hueco Mundoba. Icsigo, Rukia és Orihime segítségével sikerül felülkerekednie a lidércen, így lelke megnyugvást talált. Szora lelke néha meglátogatja Orihimét, illetve Orihime sokszor beszél hozzá a képe előtt ülve.
Az eredeti animében Inoue Szora hangját kölcsönző szeijú Ueda Judzsi, angol szinkronhangja Liam O’Brien. A Bleach magyar változatában Inoue Szora Posta Victor hangján szólal meg.

### Aszano Keigo
Aszano Keigo (浅野 啓吾; Hepburn: Asano Keigo) Icsigo osztálytársa és barátja. Egy eléggé hiperaktív szereplő, gyakran túldramatizálja a dolgokat, érzéseit extrém szavakkal és tettekkel mutatja ki. Sokszor érzi, hogy Icsigóék kihagyják valamiből, ekkor mindig ki van akadva. Olyan humoros megkönnyebbülés szerepét tölti be a sorozatban, gyökeres ellentéte a rendszerint nyugodt barátjának Kodzsima Mizuirónak. Keigo első látásra egy felületes, hanyatló temperamentumú szereplőként jelenik meg. Valójában nagyon dicsekszik azzal, hogy „nem” rontja az osztály becsületlistáját és megbélyegzi azokat, akik "árulóként" viselkednek (beleértve Icsigót és Csadot is). Mint Icsigo sok barátja, ő is látja a szellemeket, bár nem foglalkozik ezekkel a szokatlan dolgokkal, úgy gondolja, hogy biztos egy TV show felvételét látja. Ennek ellenére már megmutatkoztak egyedi képességei, amikor kivédte Macumoto Rangiku támadását. A szülei még nem mutatkoztak be a sorozatban, de nővére, Mizuho igen, aki Siba Kukaku-hoz hasonlóan agresszív természetű.
Az eredeti animében Aszano Keigo hangját kölcsönző szeijú Konisi Kacujuki, angol szinkronhangja Yuri Lowenthal. A Bleach magyar változatában Aszano Keigo Előd Botond hangján szólal meg.

### Kodzsima Mizuiro
Kodzsima Mizuiro (小島 水色; Hepburn: Kojima Mizuiro) Icsigo osztálytársa. Kisfiús arca és udvarias beszédstílusa van öregasszonyokra jellemző feltűnő kedvességgel. Meglehetősen sikeres ezzel a stílusával a nőknél, egyszer tíz lánnyal ment vakációzni Hawaii-ra. Ő is képes kapcsolatba lépni a lelkekkel, de még nem mutatott meg semmilyen egyedi képességet. A Bleach egy töltelék fejezetében megtudtuk róla, hogy nagyon kevés barátja volt, amikor az általános iskola felső tagozatába lépett. Ám fordult a szerencséje és megtalálta azt a közösséget, akikkel együtt tud lógni, többek között Aszano Keigót.
Az eredeti animében Kodzsima Mizuiro hangját kölcsönző szeijú Fukujama Dzsun, angol szinkronhangja Tom Fahn. A Bleach magyar változatában Kodzsima Mizuiro Markovics Tamás hangján szólal meg.

### Honsó Csizuru
Honsó Csizuru (本匠 千鶴; Hepburn: Honshō Chizuru) Icsigo osztálytársa. Csizuru egy nyitott és büszke leszbikus, aki nem titkolja érzéseit Orihime előtt. Gyakran megpróbál Orihime közelébe férkőzni, de Tacuki mindig lecsapja. Ő is rendelkezik a saját spirituális energiájával, de eddig bemutatott technikái meglehetősen erotikusak.
Az eredeti animében Honsó Csizuru hangját kölcsönző szeijú Nakadzsima Szaki, angol szinkronhangja Jessica Straus. A Bleach magyar változatában Honsó Csizuru először Mánya Zsófia, a 109.résztől pedig Molnár Ilona hangján szólal meg.

## Xcution
A Xcution (エクスキューション; Ekuszukjúson) egy titkos szervezet, mely azután fedi fel magát Icsigo előtt, hogy az elvesztette halálisteni erejét. A központjuk Naruki városban van. A szervezetet jelenlegi tagjai, Gindzsó Kúgo, Kucuzava Giriko, Dokugamine Riruka, Jukio és Jackie Tristan, a „fullbringerek” néven ismert emberek, akik képesek az anyag „lelkét” sokféleképp manipulálni, például használhatják az italok lelkét, hogy segítsen meginni őket vagy egy tárgyat más formájúvá alakíthatnak. Ezt az erőt, a fullbringet (完現術（フルブリング）; furuburingu; „aktuális művészet vége”) az viseli, akinek az anyját megtámadta egy lidérc mielőtt még megszületett volna, tehát az Xcution tagjai erő tekintetében közelebb állnak a lidércekhez. Az egyetlen mód, hogy a fullbringerek normál emberek legyenek az, hogy a fullbringet egy halálisteni erővel rendelkező ember lelkébe juttassák. Mivel a korábbi tagok már használták ezt az eljárást, a jelenlegi Xcution tagok felajánlják Icsigónak, hogy visszaadják halálisteni erejét, ha cserébe befogadja erejüket.

## Wandenreich
A Wandenreich (見えざる帝国（ヴァンデンライヒ, Vandenraihi, "Láthatatlan Birodalom") a Bleach utolsó történetének főgonoszai, rejtőzködő qiuncyk. Általában hosszú fehér gombos kabátot viselnek, sapkát, övet, és egy ötágú Quincy-keresztet. Sokáig a Silver (銀架城, ジルバーン, Dzsirubán) névre hallgató kastélyukban tanyáztak, amely a Schatten Bereich névre hallgató területen fekszik. A Schatten Bereich egy láthatatlan terület, a Lelkek Világában, de annak terien kívül, így a Wandenreich létezéséről egyáltalán nem tudott senki. Céljuk, hogy bosszút álljanak a halálisteneken az ezer évvel azelőtti mészárlásért, méghozzá úgy, hogy visszahozzák az életbe Yhwach-ot, legendás vezetőjüket. Aizen legyőzése után megszállták Hueco Mundót, és az arrancarokat leigázva saját szolgálóikká tették őket. Ezután megindították támadásukat a lelkek Világa ellen, amely számtalan áldozattal járt, többek között Jamamoto főkapitány is ekkor vesztette életét. Ezután legyőzték a Lelkek Királyát, a palotáját pedig a Silbernnel egyesítve létrehozták a Wahrweltet, hogy Yhwach vezetésével bevezessenek egy új világrendet – mely csak tömegmészárlás és népirtás útján elérhető.
Néhány kisebb csoportjuk ismeretes a renden belül. A Jagdarmee felelős az arrancarok leigázásáért és kordában tartásáért. A Soldatok alacsony rangú közkatonák, akik az életben maradt ellenségeket likvidálják. A fő végrehajtók a Sternritter névre hallgatnak, ők az első számú gyilkosok. Közülük négy, akiket Yhwach választott ki saját testőrségébe, a Schutzstaffel névre hallgatnak. Rangjukat az ABC betűivel ábrázolják: minél előrébb van valaki, annál fontosabb a tisztsége.

### A: Yhwach
Yhwach (ユーハバッハ Júhabahha) a legutolsó történetszál főgonosza, az összes quincy feltételezett őse. Nem más ő, mint a Lelkek Királyának a fia. Az A egyben az "Almighty" jele is, mivel különleges képességével a jövőbe tud látni, és így, kiismerve ellenfeleit, gyakorlatilag képtelenség őt legyőzni. Már születésekor bemutatta hatalmas erejét, amikor a lelkének a megosztásával képes volt beteg és nyomorék embereket meggyógyítani. Amikor egy ily módon meggyógyított ember meghal, képességei és ereje Yhwachra szállnak. Ez a képessége egyben az ő életét is meghosszabbította, aminek hatására az emberek egyfajta istenként kezdtek el tekinteni rá. Felvette az YHWH nevet, amely alapján Jehova néven lett ismeretes az emberek közt. Ezer évvel a Bleach történései előtt összetűzésbe keveredett Jamamoto főkapitánnyal, melyet követően ismeretlen módon elzárták kilenc évszázadra és kilenc évtizedre. Ébredése után kilenc évig az Auswahlen nevű képességét kihasználva tisztátalan quincyk erejének ellopása útján erősödött meg. Ilyen quincy volt Icsigo és Isida anyja is. A hosszú álom alatt elméje láthatólag zavarodottá vált, motivációja a pusztítás ellenére ugyanis a béke elérése.
Hónapokkal Aizen legyőzését követően megszállta csapataival Hueco Mundót, ahol leigázta az arrancarokat és jelenlegi vezetőjüket, Tiel Harribelt. Miközben Icsigo Hueco Mundóban harcolt kisebb jelentőségű Sternritterek ellen, Yhwach megtámadta a Lelkek Világát, és a kapitányok bankai-ának ellopásával hatalmas pusztítást végzett köztük: magát Jamamoto főkapitányt is megölte. Rövid összecsapás után közölte Icsigóval, hogy az anyja is quincy volt, ő pedig döbbenten vette észre, hogy Holdpenge emberi alakja kísértetiesen hasonlít Yhwach ezer évvel ezelőtti alakjához. Valamivel ez után megkereste Urjú Isidát, akinek elmondta, hogy ő az egyetlen tisztátalan quincy, aki erősebb lehet még nála is, mert tőle nem vette el az erejét. Ezért, mielőtt beteljesítette volna tervét a Lelkek Világára való újbóli rátámadással, megtette örökösévé.
Második támadásának megindításakor a Lelkek Világát kicserélte Silbernre, majd a lelkét apró darabokra törte és szétszórta, hogy minden egyes halál egyben az ő életének a meghosszabbítója legyen. Eközben a Lelkek Királya ellen indította meg támadását, Urjú és Haschwaldth, valamint legerősebb Sternritterei segítségével, hogy a 0. osztagot is kellőképpen meggyengítse. Sikerül is halálosan megsebeznie a Lelkek Királyát, de kihasználva Icsigo quincy-képességeit, végül őt kényszeríti, hogy gyilkolja meg. Ekkor Ukitake kapitány közbeavatkozásának hála megjelenik Mimihage istenség, de hiába, ugyanis őt is és a Lelkek Királyát is elnyeli, hogy megalapítsa az új világot újonnan szerzett hatalmával.

## Kereskedelmi termékek
Többféle kereskedelmi árucikk is megjelent, melyek a Bleach szereplői alapján készültek. Többek között a szereplők felszerelése, a zanpakutók, lidércmaszkok és halálisten öltözékek cosplayhez. Megjelentek még a szereplőket ábrázoló akciófigurák, plüssök és kulcstartók is. A szereplők szintén kiemelt szerepet játszanak a Bleach gyűjtögetős kártyajátékokban is, ahol a különböző képességeket a szereplőtől függően tüntetik fel a kártyán. Japánban lemezt adtak ki, melyen a szereplő szinkronszínésze ad elő a karakteréhez illő számot. Sok szereplő a sorozat alapján készült videójátékokban is megjelenik, melyek többsége harcolós játék.

## A szereplők fogadtatása és a kritikák
A sorozat szereplőit több irányból is dicsérték, illetve kritizálták. Az Anime News Network szerint a karakterek meglehetősen tipikusak, de a vonásaik, melyek különlegessé teszik őket, semmik a köztük lévő kapcsolatokhoz, valamint a mellékszereplők tág és változatos szereposztásához képest. Dicsérettel illették a szereplők energikus magatartását és jellegzetes harci stílusokat. Amíg Icsigót, a sorozat főszereplőjét „a majdnem tipikus antihősnek” jellemezték, addig említették, hogy ő egy átlagos ember, akit a tragikus múltja tesz szeretetre méltóvá a rajongók számára. Kiemelték, hogy lázadó külseje mögött már a sorozat legelején megmutatkozik gyengéd természete is, mely egy hasonló sorozat hasonló főhőse esetében legkorábban a tizedik epizód környékén következne be. A Wizard Universe szintén dicsérte Icsigót, mint 2007 legkiválóbb hősét és leszögezte, az egyetlen ok amiért nem olyan mint a többi sónen karakter, hogy csak a barátait szeretné védelmezni és nem akar hősként tetszelegni. A Bleach női főhőse, Kucsiki Rukia Melissa Harper szerint egyszerre mutatja a sónen sorozatok felsőbbrendű és kiszolgáltatott női szereplőinek jegyeit. A sorozat elején az előbbi archetípushoz áll közelebb, addig miután átadja halálisteni erejét Icsigónak, már az utóbbi jellemvonásait is mutatja. A sorozat mellékszereplőit Harper szintén pozitívan értékelte, akik közül mindegyik másképpen humoros. Kubo Tite munkáját is dicsérték, hogy jól felöltöztette őket, és az animekészítő stábot is, akik pedig továbbfejlesztették azt.
A Mania Entertainment egyetértett a manga dicsérő fogadtatásával és megjegyezte, hogy a szereplők egyéniséggel és különlegességgel rendelkeznek a megtervezésükben. Dicsérték a szereplők fejlődését is, kiemelve közülük Abarai Rendzsit, aki kezdetben erőszakos volt és el akarta fogni Rukiát, hogy megbüntethessék, de miután Icsigótól vereséget szenvedett, arra kérte, hogy mentse meg őt. Az Anime Central ismertetőben Robert Somerville kiemelte a remek szereplőgárdát, közülük is a „titokzatos” Isida Urjút, aki először Icsigo egyenlő erejű riválisaként tűnik fel, de hamarosan messze elmarad annak „zabolázatlan ereje” mögött. Mindemellett Somerville úgy véli, hogy az alkotók túl sok időt szenteltek a Bleach legfontosabb szereplőinek és azok hátterének bemutatására. Az Anime News Network ismertetőjében Harper a sorozat látványvilágát, bár nem kiemelkedően, de tetszetősnek nevezte, melyben a szereplők megjelenése hű maradt az eredeti mangához. Az animációt „kicsit visszafogottként” értékelte. Kimlinger véleménye szerint a szereplők megrajzolása, nem zavaróan, de kissé szögletes. Az Anime Central írójának, Robert Somerville-nek a véleménye szerint a szereplők kinézete kielégítő, bár Icsigót megjelenésében a Capcom Rival Schools videójátékának, Kagami Kjoszke nevű szereplője „klónjának” nevezte. Somerville véleménye szerint az akciójelenetek koreográfiája azonban a sorozatot majd húsz évvel megelőző Dragon Ball Z szintjét sem éri el.
Az IGN kritikájában egyetértett azzal, hogy a nagy számú cselekmény, mely mindegyik szereplővel történik, sokkal többé teszi a sorozatot, mint egy „példaszintű harcolós sónen manga”. Egyébként a kritikus megjegyezte, hogy nehéz a sorozatot komollyá tenni, amikor az egyik negatív szereplőt úgy hívják, hogy Grimmjow Jeager-Jacques.
Az IGN szintén hozzátette, hogy a sok fejezetet felölelő harcokat könnyű élvezni, köszönhetően a szereplők képességeinek és Kubo művészi munkájának. A comicbookbin.com egy másik ismertetése szerint a Bleach szereplői igyekeznek elkerülni a legkézenfekvőbb megoldásokat, így adva a sorozatnak megjósolhatatlanságot. Kubo Tite-t dicsérte a comicbookbin.com amiért egy „tömör, többrétegű, elbeszélő karakterek sokaságának hajlékát” alkotta meg. Megjegyezték, hogy mindegyik szereplő rendelkezik két mellékcselekménnyel, mely nehezebbé teszi az olvasónak a visszaemlékezést, de sokkal összetettebbé teszi őket. A 20. kötet esetében bírálták, hogy Kubo a harcot hogyan emeli harcművészetté és epikus fantasztikus sorozattá, olyan híres filmekhez hasonlították mint a Mátrix és dicsérték, hogy milyen jól megrajzolt.
Kimlinger a sorozat angol szinkronjának minőségét változónak jellemezte. Míg Orihime (Stephanie Sheh) és Kon (Quinton Flynn) esetében „kitűnően eltaláltnak”, addig más, mint például az ötödik évadban feltűnő lidérc esetében „túlzónak” nevezte. Véleménye szerint Icsigo angol szinkronhangja (Johnny Yong Bosch) barátságosabb, mint az eredeti japán (Morita Maszakadzu), Urahara (Michael Lindsay) pedig túl fiatalnak hangzik, bár Kimlinger ehhez azt is hozzáfűzte, hogy ezek az apróságok semmit nem vonnak le a sorozat sikeréből. Rukia privát és nyilvános hanghordozásának hirtelen, „Jekyll és Hide”-féle változásának tompítását azonban zavarónak nevezte az angol szinkronban (Michelle Ruff). Harper nem sok lényeges minőségbeli különbséget vélt felfedezni a japán és angol szinkronhangok között, bár Kimlingerhez hasonlóan ő is megemlítette, hogy az angol szinkronban szinte teljesen elvész Rukia humoros jeleneteinek a hatása a megegyező beszédstílus miatt. Megjegyzése szerint ennek a problémának egy része a fordítási hibákból ered. Kimlinger véleménye szerint a párbeszédek többsége hűséges a japán eredetihez, a lidércek esetében azonban kissé csapongóak és az angol változatból az eredetihez képest kimaradt néhány szexuális jellegű utalás is.  Az Anime News Network szerint a szereplők angol szinkronhangja ugyanolyan jó, mint a japán, néhányat közülük egészen eredetinek vél. A magyar szinkront a rajongók többsége pozitívan értékelte, bár legtöbbjük az eredeti japánt tartja előnyösebbnek. A legtöbb kritika ez esetben a néha előforduló félrefordításokat és szinkronhangváltozásokat érte. Néhány rajongói kritika szerint Icsigo magyar hangja (Szalay Csongor) sokkal jobban visszaadja egy tizenöt éves fiú karakterét, mint az eredeti japán, illetve Orihime hangját (Bogdányi Titanilla) is dicsérték, hogy nem olyan „nyafogós”. A mellékszereplők közül Kuroszaki Issin (Galbenisz Tomasz) és Isida Rjúken (Hegedüs Miklós) hangja kapta a legtöbb dicséretet.

### Külső hivatkozások
- Bleach Character Name List and Meanings by ChiraChira
- Magyar Bleach Fan Site Archiválva 2013. március 13-i dátummal a Wayback Machine-ben